# Liste der Biografien/Ali
Liste der Biografien |
Portal Biografien |
Personensuche
# |
A |
B |
C |
D |
E |
F |
G |
H |
I |
J |
K |
L |
M |
N |
O |
P |
Q |
R |
S |
T |
U |
V |
W |
X |
Y |
Z |
?
 
Aa |
Ab |
Ac |
Ad |
Ae |
Af |
Ag |
Ah |
Ai |
Aj |
Ak |
Al |
Am |
An |
Ao |
Ap |
Aq |
Ar |
As |
At |
Au |
Av |
Aw |
Ax |
Ay |
Az
 
Ala |
Alb |
Alc |
Ald |
Ale |
Alf |
Alg |
Alh |
Ali |
Alj |
Alk |
All |
Alm |
Aln |
Alo |
Alp |
Alq |
Alr |
Als |
Alt |
Alu |
Alv |
Alw |
Alx |
Aly |
Alz
Die Liste der Biografien führt alle Personen auf, die in der deutschsprachigen Wikipedia einen Artikel haben. Dieses ist eine Teilliste mit 508 Einträgen von Personen, deren Namen mit den Buchstaben „Ali“ beginnt.

## Ali
- Ali (* 1972), US-amerikanischer Rapper
- Ali (* 1992), Schweizer Rapper
- Ali Abdel Moneim, Mohammed (* 1981), irakischer Gewichtheber
- Ali Abu al-Ragheb (* 1946), jordanischer Politiker
- Ali Abu l-Hasan as-Said, zehnter Kalif der Almohaden
- Ali Akbar Khata’i, arabischer Reisender
- Ali Al Alawi, Badar Ali Rashid (* 1990), omanischer Fußballspieler
- Ali al-Akbar ibn al-Husain (662–680), Sohn von Iman al-Ḥusain ibn ʿAlī und Umm Layla
- ʿAlī al-Hādī an-Naqī (828–868), zehnter Imam nach dem Glauben der Zwölferschiiten (Imamiten)
- Ali al-Khudair (* 1954), saudi-arabischer islamischer Religionsgelehrter und Geistlicher
- Ali al-Qaradaghi (* 1949), sunnitischer Islamgelehrter
- ʿAlī al-Qūschdschī (1403–1474), islamischer Astronom
- Ali Amin, Mohamed (* 1990), bangladeschischer Weitspringer
- Ali As (* 1979), deutscher RapperAli As (* 1979)

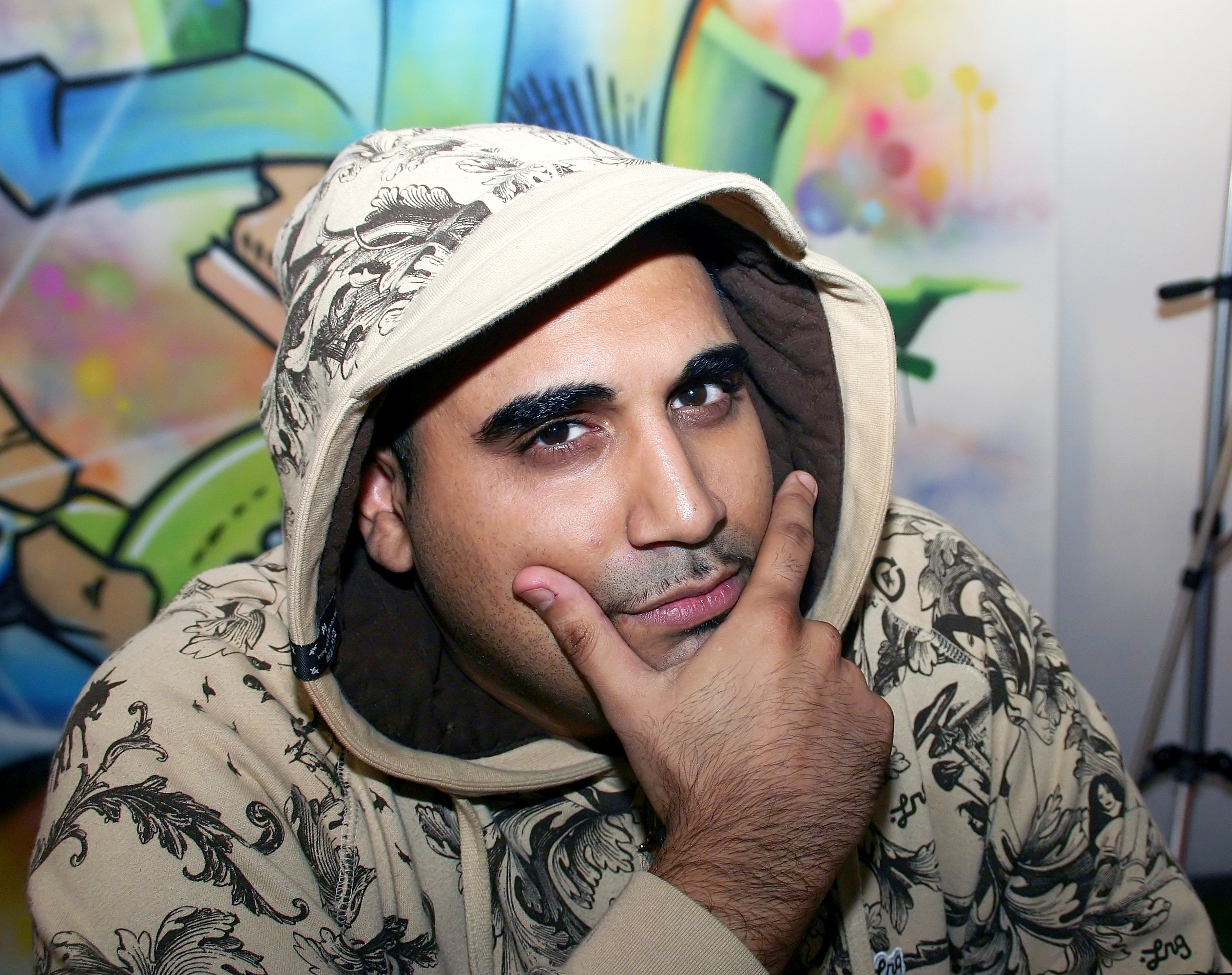
Ali As (* 1979)

- ʿAlī as-Sulaihī († 1067), Begründer der schiitischen Sulaihiden-Dynastie
- Ali Assadalla (* 1993), katarisch-bahrainischer Fußballspieler
- Alî aus Temeschwar (* 1674), Siegelbewahrer und Chronist
- Ali Bey al-Kabir (1728–1773), Mamluken-Emir, Bey in Ägypten
- Ali Bey Evrenosoğlu, osmanischer General und Gouverneur
- Ali Bhar, Mohamed (* 1989), tunesischer Handballspieler
- Ali bin Abd Al-Rahman Al-Hashimi, religiöser Berater des Staatsoberhauptes der Vereinigten Arabischen Emirate
- Ali bin Hischam, arabischer Fürst
- Ali bin Hussein (1879–1935), König des Hedschas (1924–1925)Ali bin Hussein (1879–1935)

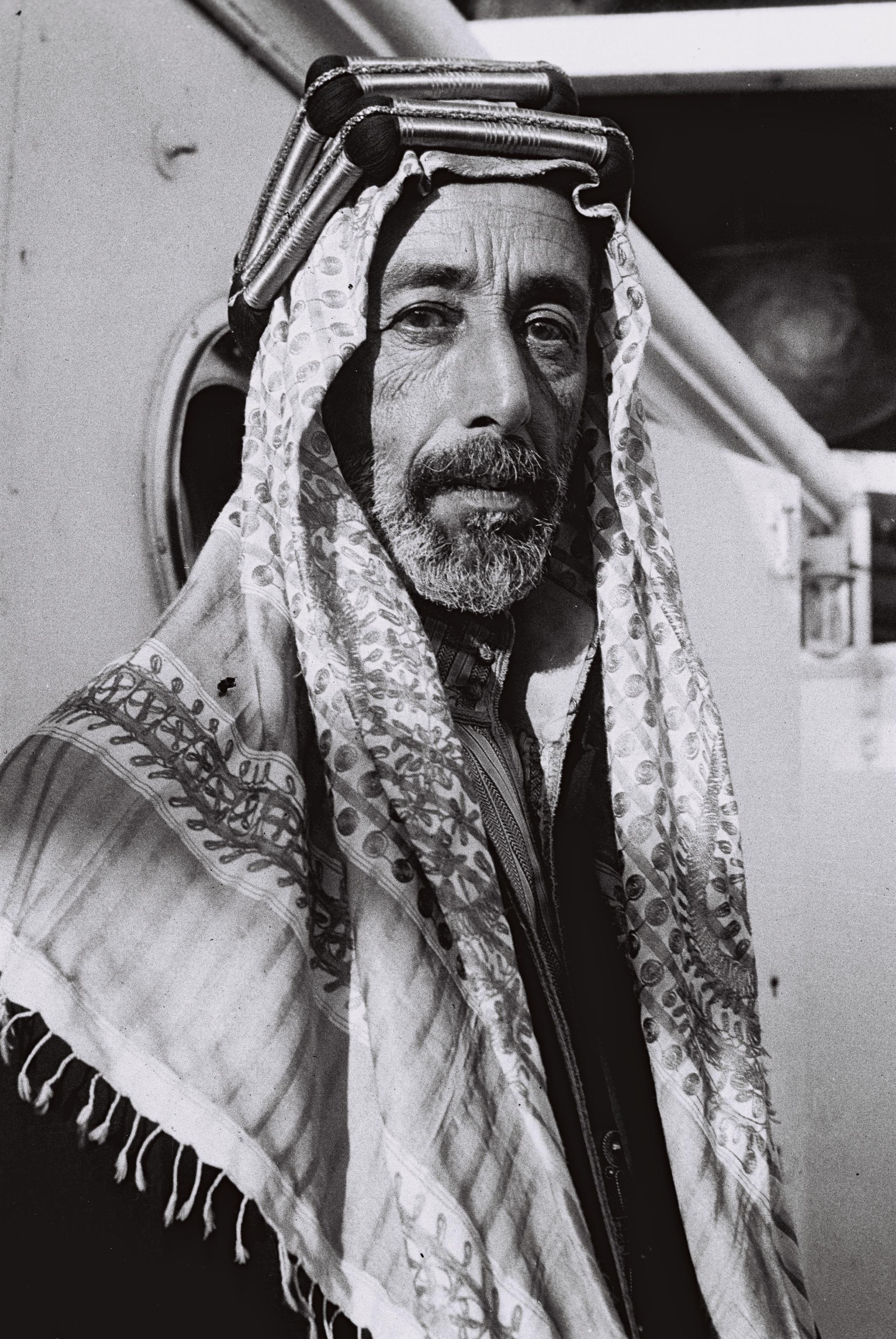
Ali bin Hussein (1879–1935)

- Ali Bouraleh, Fathia (* 1987), dschibutische Leichtathletin
- Ali Deeb, Kefah (* 1982), syrische Aktivistin
- Ali Diallo, Bouli (* 1948), nigrische Biologin und Politikerin
- Alī Efendi (1632–1692), 61. Scheich-ul Islam des Osmanischen Reiches
- Alí Herrera, Luis Manuel (* 1967), kolumbianischer Geistlicher und römisch-katholischer Weihbischof in Bogotá
- Ali I., Sultan der Mamluken in Ägypten
- Ali I. al-Husain († 1756), Bey von Tunis (1736–1756)
- ʿAlī ibn Abī Tālib († 661), vierter Kalif der Sunniten, erster Imam der SchiitenʿAlī ibn Abī Tālib († 661)

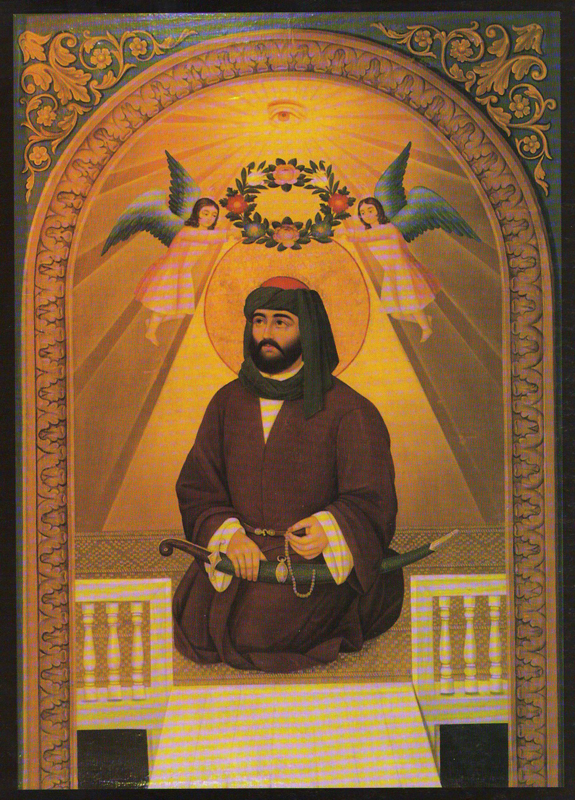
ʿAlī ibn Abī Tālib († 661)

- ʿAli ibn al-ʿAbbas al-Madschūsi († 994), persischer Arzt und Psychologe
- ʿAlī ibn al-Fadl († 915), Missionar der Ismailiten im Jemen
- Ali ibn Hammud (1884–1918), Sultan von Sansibar
- ʿAlī ibn Husain Zain al-ʿĀbidīn (658–713), Urenkel des Propheten Mohammed
- Ali ibn Isa, Augenarzt des Mittelalters
- Ali ibn Ishaq ibn Ghaniya († 1188), Emir von Mallorca
- ʿAlī ibn Mūsā ar-Ridā († 818), achter Imam nach dem Glauben der Zwölferschiiten (Imamiten)
- Ali ibn Ridwan, ägyptischer Arzt und Astrologe
- Ali ibn Said (1854–1893), Sultan von Sansibar
- Ali ibn Yusuf ibn Taschfin († 1143), Herrscher der Almoraviden (1106–1143)
- Ali Kemal (1867–1922), türkischer Journalist und Politiker
- Ali Khan, Soha (* 1978), indische Schauspielerin
- Ali Mahamat, Zenab Moussa (* 2003), bahrainische Sprinterin
- Ali Marandi, Cemil Can (* 1998), türkischer Schachspieler
- Ali Moussa, Mariam, tschadische Botschafterin
- Ali Murad Khan, Schah von Persien aus der Dynastie der Zand-Prinzen
- Ali Mutawa, Jabor Mohammed (* 1994), katarischer Tennisspieler
- Ali Pascha († 1571), Oberbefehlshaber der osmanischen Flotte in der Seeschlacht von Lepanto
- Ali Rıza Efendi (1839–1888), Vater von Mustafa Kemal AtatürkAli Rıza Efendi (1839–1888)

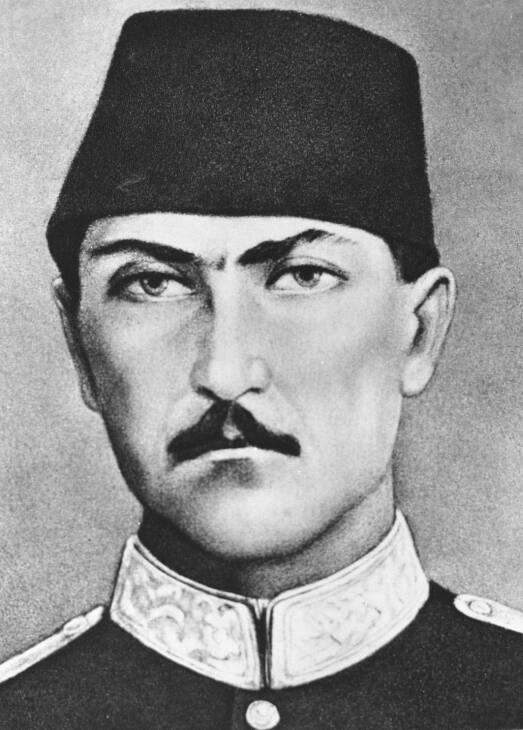
Ali Rıza Efendi (1839–1888)

- Ali Rıza Pascha (1860–1932), osmanischer Staatsmann, Großwesir
- Ali Rıza, Hoca (1858–1930), türkischer Maler
- Ali Sabah (* 1977), irakischer Fußballschiedsrichter
- Ali Sadiq Abu Haif, ägyptischer Rechtsanwalt und Menschenrechtswissenschaftler
- Ali Taher, Bibiro (* 1988), tschadische Leichtathletin
- Ali Ufki († 1675), osmanischer Komponist polnischer Herkunft
- Ali Zada, Masomah (* 1996), afghanische Radrennfahrerin
- Ali, Abdiweli Mohamed (* 1965), somalisch-amerikanischer Ökonom, Politiker und Akademiker
- Ali, Abdul Wahab (* 1958), irakischer Tischtennisspieler
- Ali, Abdulkarim al- (* 1991), katarischer Fußballspieler
- Ali, Abdullah Yusuf (1872–1953), indischer Koranübersetzer
- Ali, Abid Sher (* 1971), pakistanischer Politiker
- Ali, Ahmad al- (* 1987), kuwaitischer Fußballschiedsrichter
- Ali, Ahmed Mohammed (* 1985), libyscher Radrennfahrer
- Ali, Aires (* 1955), mosambikanischer Politiker
- Ali, Amadu (* 1988), malawischer Fußballtorwart
- Ali, Amin (* 1956), US-amerikanischer Fusionmusiker (Bassgitarre)
- Ali, Annabel Laure (* 1985), kamerunische Ringerin
- Ali, Anwar (* 1984), indischer Fußballspieler
- Ali, Asaf (1888–1953), indischer Rechtsanwalt, Politiker und Diplomat
- Ali, Asif (* 1991), pakistanischer Cricketspieler
- Ali, Azam (* 1970), iranische Sängerin
- Ali, Bachtyar (* 1966), irakischer SchriftstellerBachtyar Ali (* 1966)

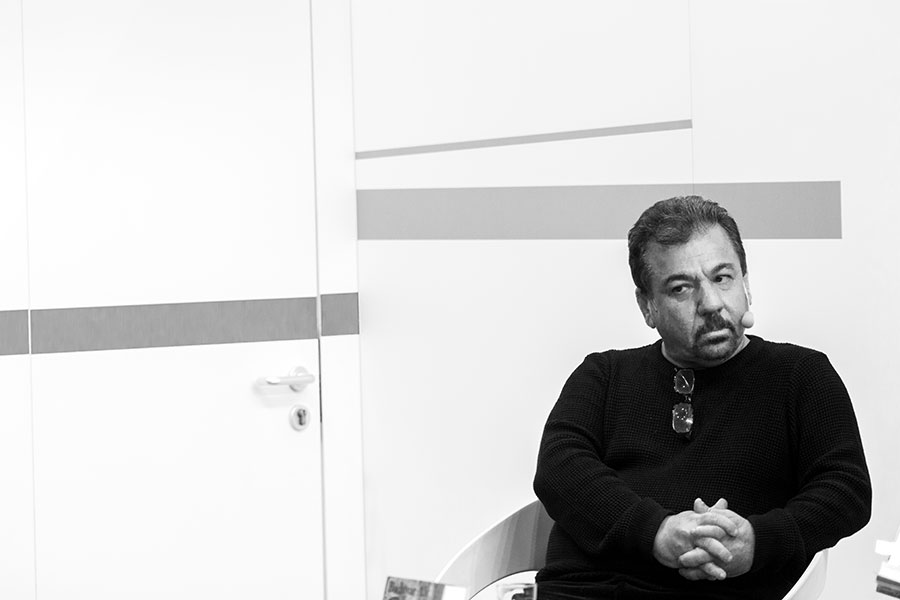
Bachtyar Ali (* 1966)

- Ali, Belal Mansoor (* 1988), bahrainischer Mittelstreckenläufer kenianischer Herkunft
- Ali, Bertille (* 1982), zentralafrikanische Judoka
- Ali, Chaudhry Muhammad (1905–1980), pakistanischer Staatsmann
- Ali, Chituru (* 1999), italienischer Sprinter
- Ali, Choudhary Rahmat (1897–1951), Begründer der Pakistan National Movement
- Ali, Csaba (1946–2020), ungarischer Schwimmer
- Ali, Fathimath Dheema (* 2007), maledivische Tischtennisspielerin
- Ali, Gibreel (* 1924), sudanesischer Sportschütze
- Ali, Gülsim (* 1995), türkische Schauspielerin und Model
- Ali, Hager, deutsche Politologin, Hochschuldozentin und Journalistin
- Ali, Haider (* 2001), pakistanischer Cricketspieler
- Ali, Hasaan Ibn (1931–1980), amerikanischer Jazzmusiker (Piano, Komposition)
- Ali, Hasan (* 1994), pakistanischer Cricketspieler
- Ali, Haya (* 2004), ägyptische Squashspielerin
- Ali, Husain (* 1981), bahrainischer Fußballspieler
- Ali, Irfaan (* 1980), guyanischer Politiker, Abgeordneter, Minister, PräsidentIrfaan Ali (* 1980)

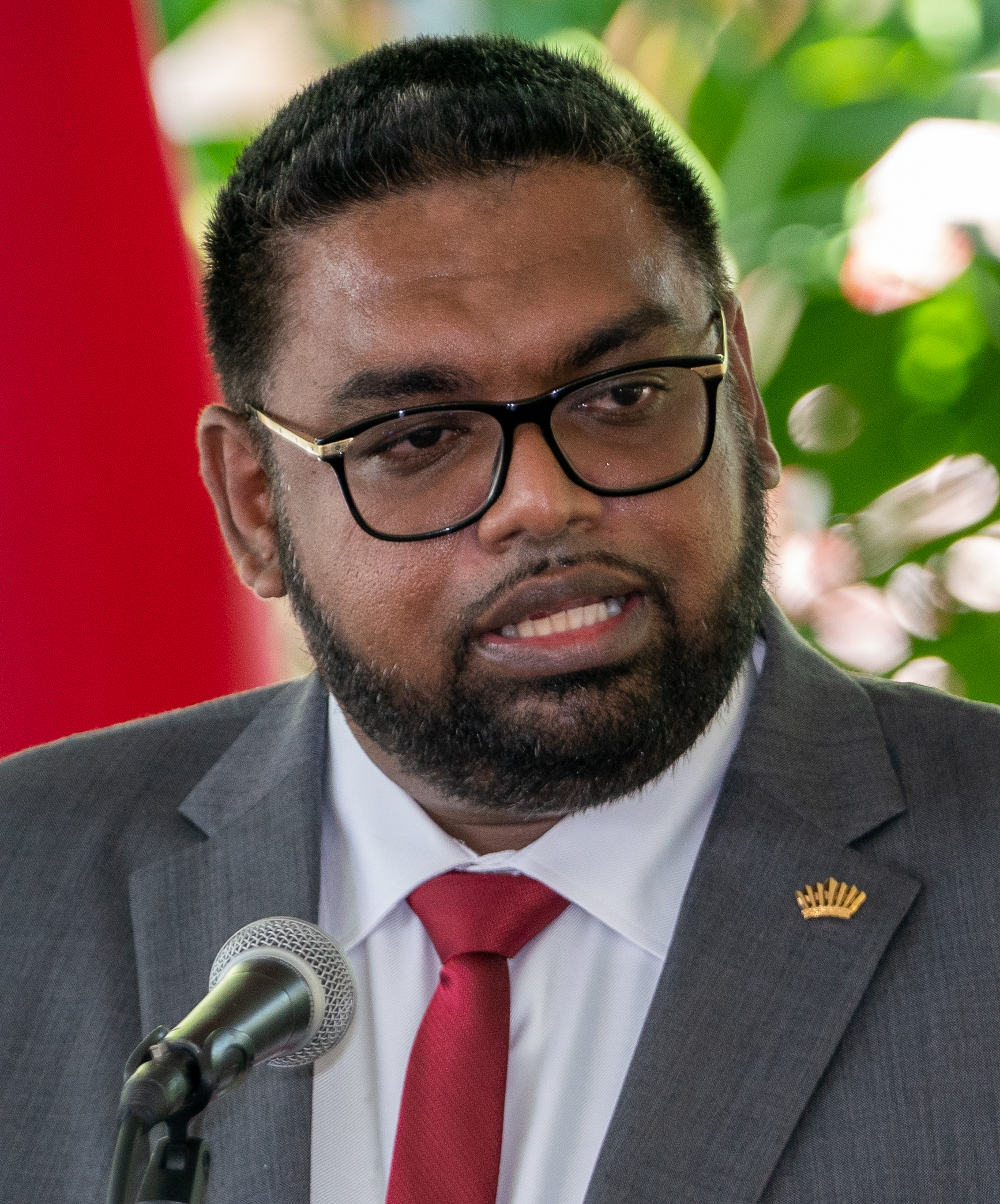
Irfaan Ali (* 1980)

- Ali, Jaker (* 1998), bangladeschischer Cricketspieler
- Ali, Jay (* 1982), britischer Schauspieler
- Ali, Kadidja Mohamed, dschibutische Politikerin
- Ali, Kamal Hasan (1921–1993), ägyptischer General, Politiker und Premierminister
- Ali, Karolyn (1944–2015), amerikanische Filmprozentin
- Ali, Kelli (* 1974), englische Sängerin und Gitarristin
- Ali, Khadim (* 1978), pakistanischer Maler
- Ali, Khaled (* 1972), ägyptischer Anwalt und politischer Aktivist
- Ali, Kosrat Rasul (* 1952), irakisch-kurdischer Politiker
- Ali, Laila (* 1977), US-amerikanische Boxerin
- Ali, Laylah (* 1968), US-amerikanische bildende Künstlerin
- Ali, Liaqat (* 1983), pakistanischer Sprinter
- Ali, Luna (* 1993), deutsch-syrische Schriftstellerin
- Ali, Luqman (1939–2007), amerikanischer Jazzmusiker (Schlagzeug, Perkussion, Komposition)
- Ali, Maejor (* 1988), US-amerikanischer Singer-Songwriter und Musikproduzent
- Ali, Mahershala (* 1974), US-amerikanischer SchauspielerMahershala Ali (* 1974)

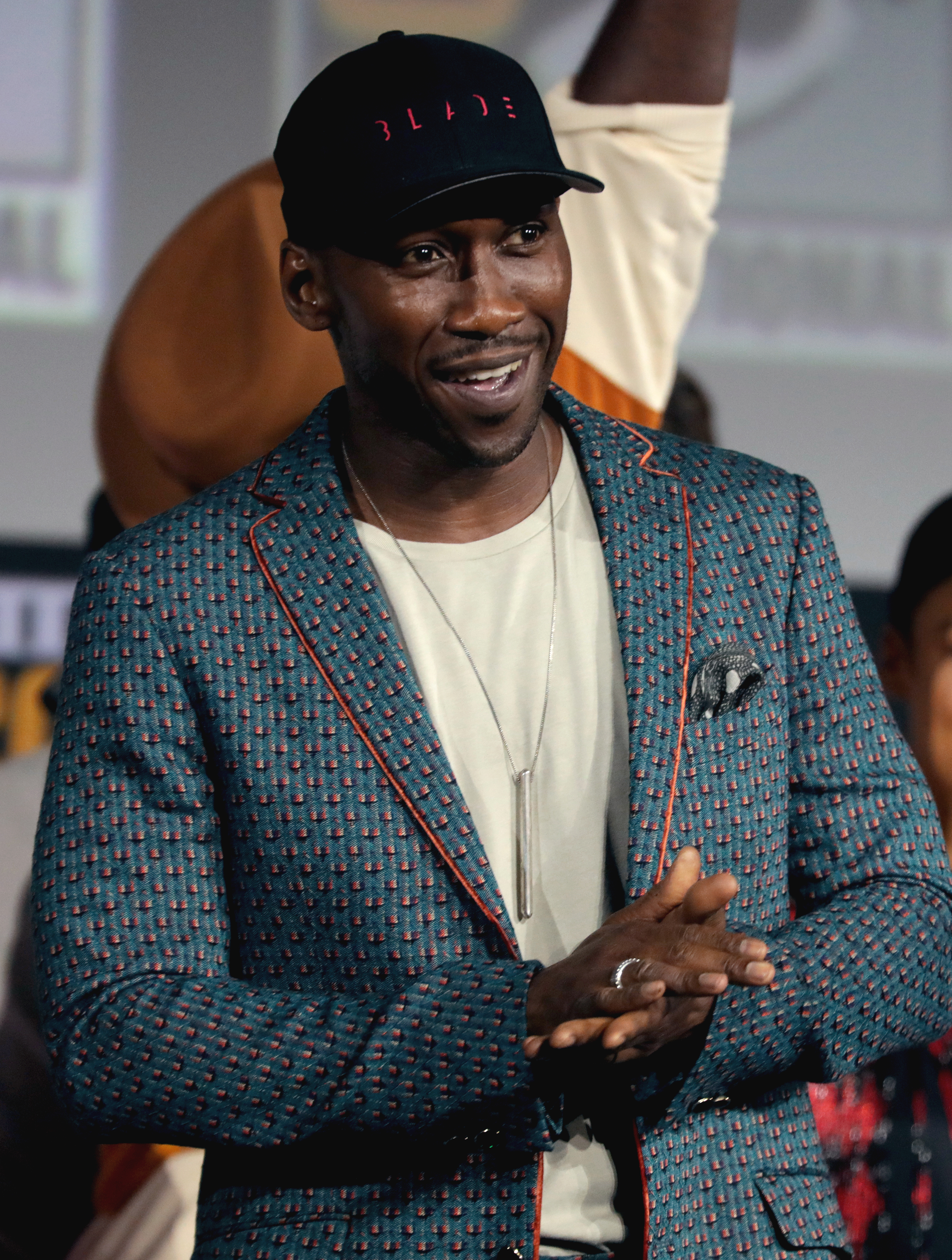
Mahershala Ali (* 1974)

- Ali, Manuel Said (1861–1953), brasilianischer Romanist, Lusitanist und Grammatiker
- Ali, Mariyam Ru’ya (* 2005), maledivische Sprinterin
- Ali, Mazhar (* 1990), pakistanischer Leichtathlet
- Ali, Mehboob (* 1990), pakistanischer Leichtathlet
- Ali, Mir Quasem (1952–2016), bangladeschischer Unternehmer und Politiker der Jamaat-e-Islami
- Ali, Moeen (* 1987), englischer Cricketspieler
- Ali, Mohamed (* 1992), indischer Fußballspieler
- Ali, Mohamed Hussein (* 1956), kenianischer Beamter
- Ali, Mohammad (1931–2006), pakistanischer Filmschauspieler
- Ali, Mohammed, ägyptischer Bauunternehmer, Schauspieler und Oppositioneller gegen das Sisi-Regime
- Ali, Mohanad (* 2000), irakischer Fußballspieler
- Ali, Mohsin (* 1988), pakistanischer Hürdenläufer
- Ali, Monica (* 1967), britische Schriftstellerin
- Ali, Mosaraf (* 1953), indischer Arzt und Autor
- Ali, Moses (* 1939), ugandischer PolitikerMoses Ali (* 1939)

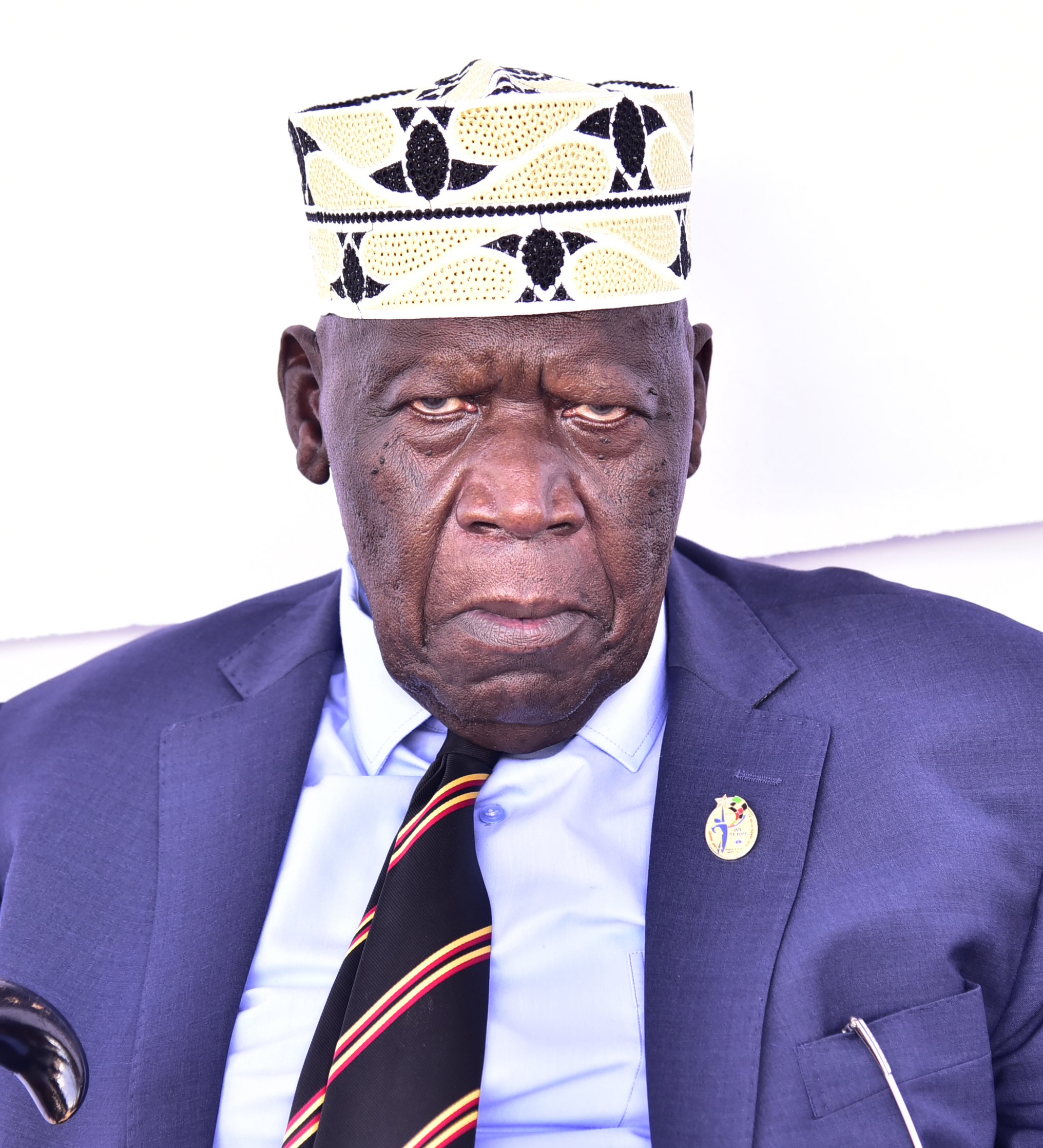
Moses Ali (* 1939)

- Ali, Muhammad († 1661), Sultan von Brunei
- Ali, Muhammad (1874–1951), Emir der Ahmadiyya
- Ali, Muhammad (* 1936), US-amerikanischer Schlagzeuger des Free Jazz
- Ali, Muhammad (1942–2016), US-amerikanischer Boxer, Bürgerrechtsaktivist und PhilanthropMuhammad Ali (1942–2016)

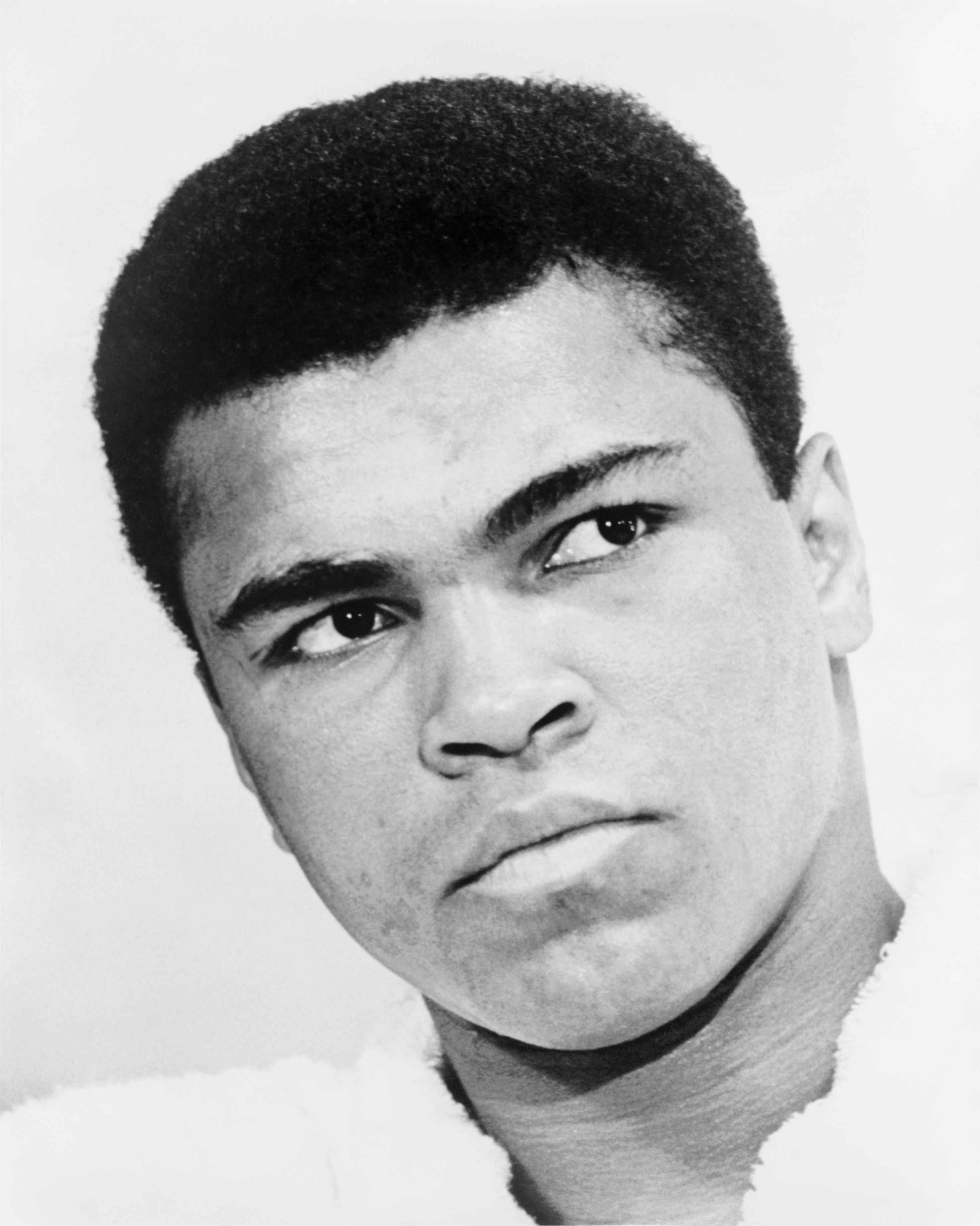
Muhammad Ali (1942–2016)

- Ali, Muhammad (* 1986), pakistanischer Leichtathlet
- Ali, Muhammad (* 1996), englischer Boxer
- Ali, Muhammad Mansur (1917–1975), bangladeschischer Politiker und Jurist
- Ali, Muhammad Ramzan (* 1932), pakistanischer Weitspringer, Dreispringer und Sprinter
- Ali, Mukhtar (* 1997), saudi-arabisch-englischer Fußballspieler
- Ali, Muneeba (* 1997), pakistanische Cricketspielerin
- Ali, Mustafa (* 1986), amerikanischer Wrestler
- Ali, Muzaffar (* 1944), indischer Filmregisseur Hindi/Urdu-Films, Maler, Modedesigner und Musiker
- Ali, Nadia (* 1980), pakistanisch-amerikanische Singer-Songwriterin
- Ali, Nadschi al- (1938–1987), palästinensischer Cartoonist
- Ali, Nedschmi (* 1972), bulgarischer Politiker der Bewegung für Rechte und Freiheiten, MdEP
- Ali, Nia (* 1988), US-amerikanische Leichtathletin
- Ali, Nojoud (* 1998), jemenitische Aktivistin und Autorin
- Ali, Omar al- (* 1988), emiratischer Fußballschiedsrichter
- Ali, Omer Said (* 1945), irakisch-kurdischer Politiker
- Ali, Osman Jama (* 1941), somalischer Politiker, Premierminister Somalias
- Ali, Qamar Aden († 2009), somalische Politikerin
- Ali, Rashidah (* 1984), US-amerikanische SchauspielerinRashidah Ali (* 1984)

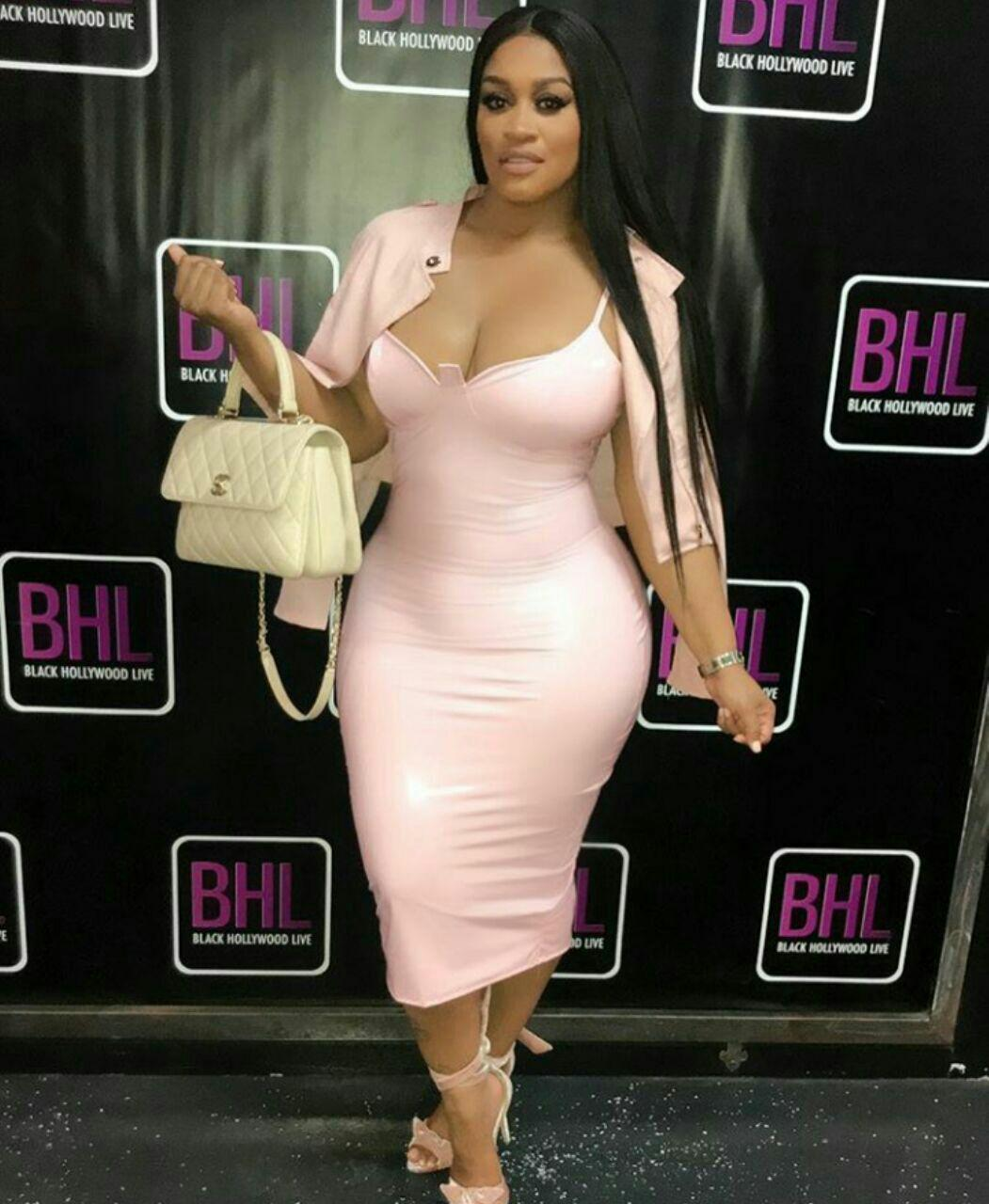
Rashidah Ali (* 1984)

- Ali, Razlan Joffri (* 1985), malaysischer Fußballschiedsrichter
- Ali, Razzak (1928–2015), bangladeschischer Politiker
- Ali, Rym (* 1969), jordanische Frau, Gemahlin des Prinzen Ali bin al-Hussein
- Ali, Sabahattin (1907–1948), türkischer Schriftsteller
- Ali, Sabet al- (* 1981), Fußballschiedsrichterassistent aus den Vereinigten Arabischen Emiraten
- Ali, Sadam (* 1988), US-amerikanischer Boxer
- Ali, Safiye (1894–1952), türkische Ärztin
- Ali, Salih al- (1884–1950), syrischer Clanführer und Politiker
- Ali, Salim (1896–1987), indischer Ornithologe und Naturforscher
- Ali, Salim Rubai (1934–1978), jemenitischer Politiker
- Ali, Schir (1825–1879), Emir von Afghanistan
- Ali, Sean (* 1984), US-amerikanischer Jazz- und Improvisationsmusiker (Bass)
- Ali, Shareefah Hamid (* 1883), indische Politikerin
- Ali, Shokat (* 1970), englisch-pakistanischer Snookerspieler
- Ali, Sonni, westafrikanischer Staatengründer
- Ali, Sophia (* 1995), US-amerikanische Schauspielerin und Synchronsprecherin
- Ali, Suryadharma (1956–2025), indonesischer Politiker
- Ali, Syed Ameer (1849–1928), indischer Jurist, politischer Führer und Autor
- Ali, Syed Babar (* 1926), pakistanischer Geschäftsmann, Philanthrop und ehemaliger Finanzminister von Pakistan
- Ali, Syed Mohammad (1928–1993), bengalischer Journalist
- Ali, Syed Shahid (* 1946), pakistanischer Sportfunktionär
- Ali, Tariq (* 1943), britischer Autor und Filmemacher
- Ali, Tatyana (* 1979), US-amerikanische Schauspielerin und SängerinTatyana Ali (* 1979)

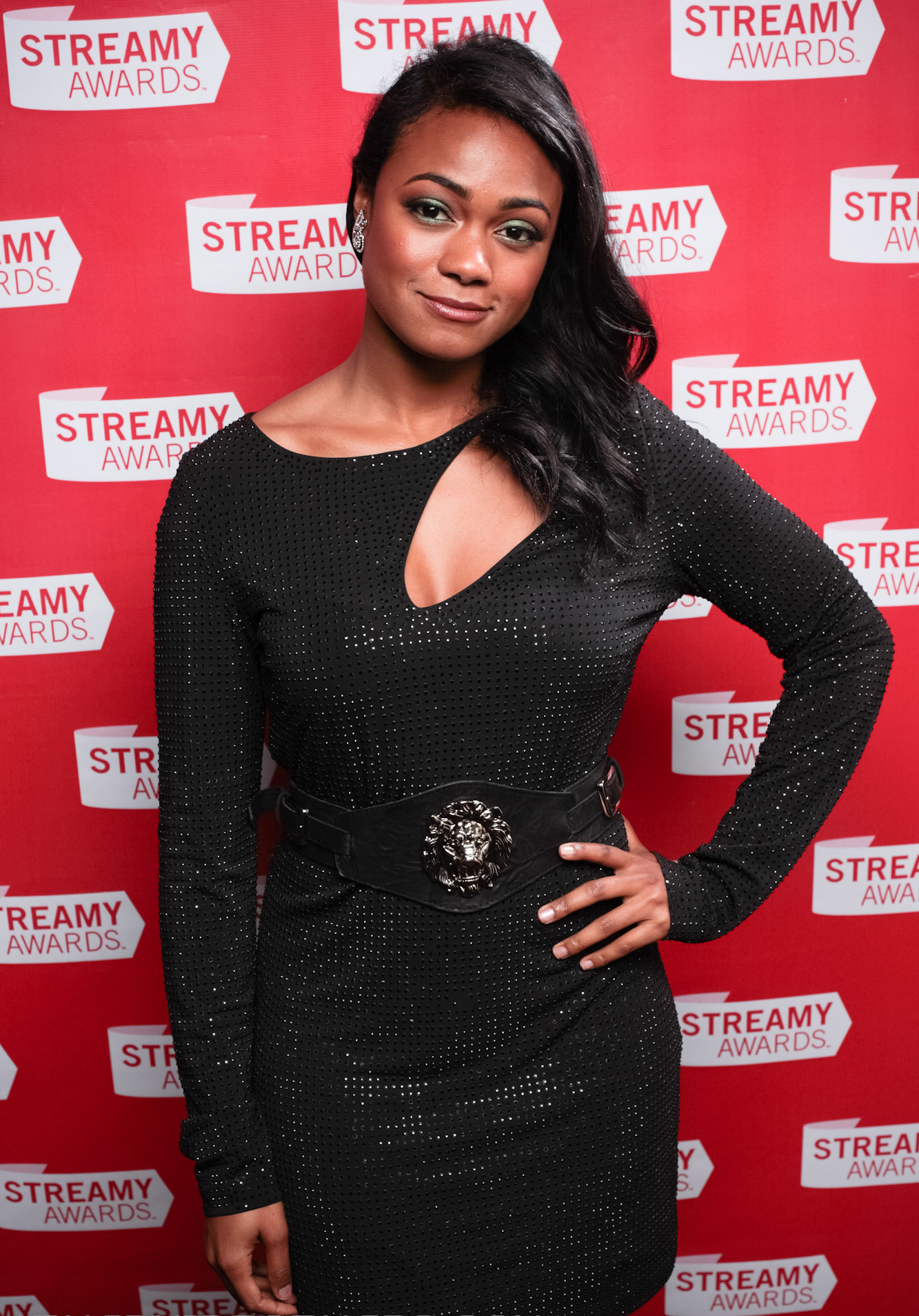
Tatyana Ali (* 1979)

- Ali, Thamer Kamal (* 1988), katarischer Leichtathlet kenianischer Herkunft
- Ali, Ubah (* 1996), somaliländische soziale Aktivistin und Feministin
- Ali, Wazir (1928–1999), pakistanischer Radrennfahrer
- Ali, Yusef (* 1988), katarischer Fußballspieler
- Ali, Zahir (* 1987), indonesischer Autorennfahrer
- Ali, Zeeshan (* 1970), indischer Tennisspieler
- Ali, Zourah (* 1994), dschibutische Leichtathletin
- Ali-Akbari, Amir (* 1987), iranischer Ringer
- ʿAlī-Dede al-Bosnawī († 1598), bosnischer Chalwatīya-Scheich, Vorsteher einer Tekke in Szigetvár und Verfasser verschiedener arabischsprachiger Werke
- Ali-Doosti, Hamid (* 1956), iranischer Fußballspieler
- Ali-Khan, Émile (* 1902), französischer Sprinter
- Ali-Mohammadi, Massud (1959–2010), iranischer Teilchenphysiker
- Ali471 (* 1996), deutscher Rapper

### Alia
- Alia al-Hussein (1948–1977), jordanische Königin
- Alia, Ramiz (1925–2011), albanischer Politiker
- Alia, Valerie (* 1942), kanadische Soziologin, Journalistin und Anthropologin
- Aliabadi, Rahim (* 1943), iranischer Ringer
- Aliadière, Jérémie (* 1983), französischer Fußballspieler
- Aliaga Palma, Gustavo Adolfo (* 1955), bolivianischer Politiker, Mitglied des Abgeordnetenhauses
- Aliaga, Alfredo, chilenischer Skispringer und Skisportfunktionär
- Aliaga, Rafael López (* 1961), peruanischer Geschäftsmann und PolitikerRafael López Aliaga (* 1961)

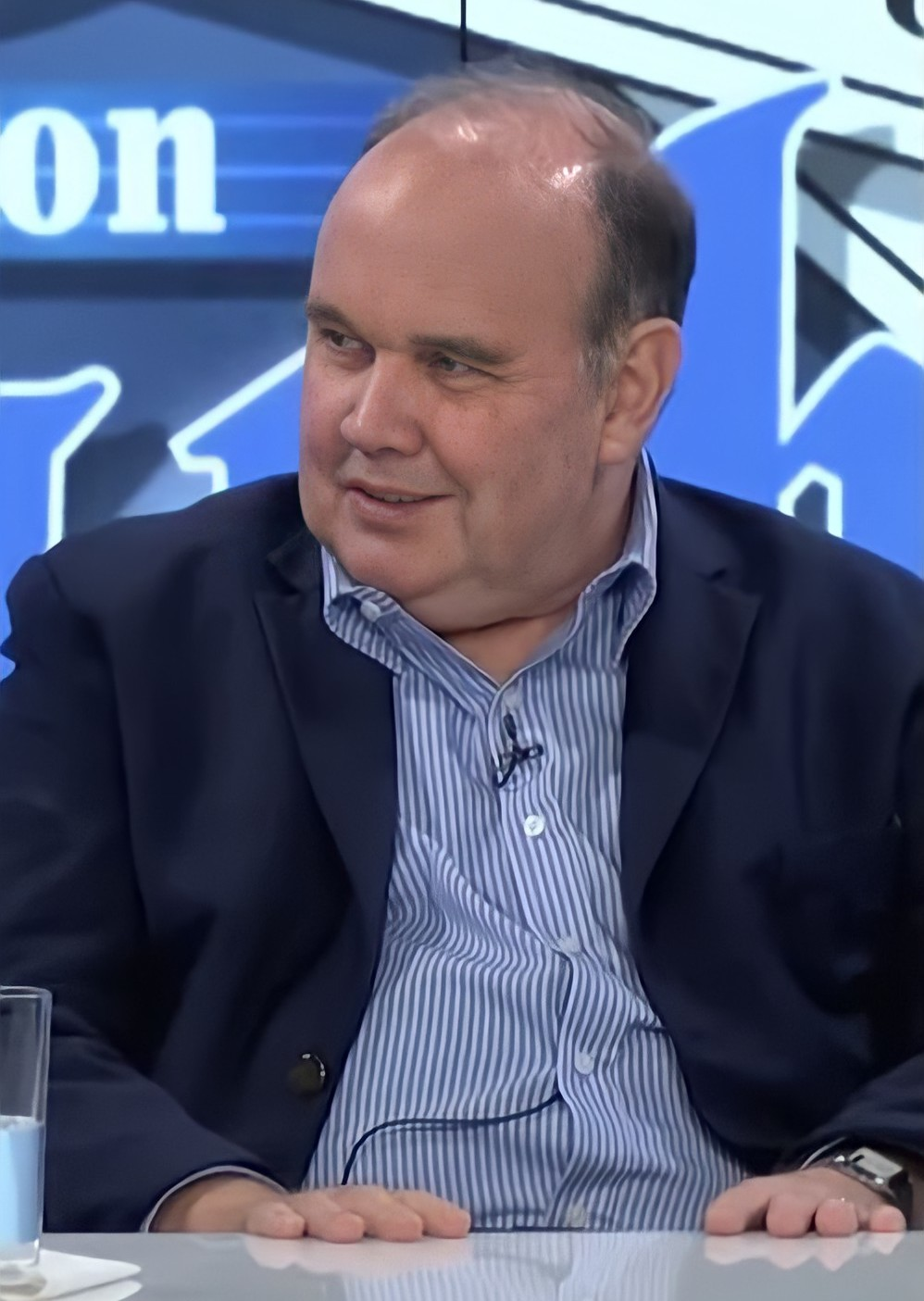
Rafael López Aliaga (* 1961)

- Aliaj, Adrian (* 1976), albanischer Fußballspieler
- Aliaksandr Shamkuts (* 1973), isländischer Handballspieler
- Alianak, Hrant (* 1950), armenisch-kanadischer Schauspieler, Drehbuchautor und Film- und Theaterregisseur
- Aliani, Ramsi (* 1980), deutscher Sänger und Komponist
- Alias (1976–2018), US-amerikanischer Rapper und Produzent in den Bereichen Hip-Hop und Electronica
- Alias, Ahmad Fahrullah (* 1990), malaysischer Straßenradrennfahrer
- Alias, Azreen Nabila (* 2000), malaysische Sprinterin
- Alias, Bruno (1928–1996), italienisches Model und Schauspieler
- Alias, Don (1939–2006), US-amerikanischer Jazz-Schlagzeuger

### Alib
- Alibabic, Sani (* 1979), österreichischer Snowboarder
- Alibabjan, Genadi A. (* 1961), arzachischer Abgeordneter der Nationalversammlung
- Alibalić, Nina (* 1998), australische Tennisspielerin
- Alibar, Lucy (* 1983), US-amerikanische Drehbuchautorin
- Alibašić, Ahmet (* 1971), bosnisch-herzegowinische Persönlichkeit des Islam; Direktor des IIIT
- Alibassow, Bari Karimowitsch (* 1947), russischer Musikproduzent, Gründer der Boyband Na-Na
- Alibay, Farah (* 1989), kanadische Ingenieurin der Raumfahrttechnik
- Alibayli, Noah (* 2001), deutscher Schauspieler
- Əlibəyov, Mustafa bəy (1872–1945), Publizist, Schriftsteller, Dramatiker, und Rechtsanwalt
- Əlibəyova, Xədicə (1884–1961), Publizistin, Verlegerin, die erste Redakteurin in Aserbaidschan
- Alibaz, Selçuk (* 1989), deutsch-türkischer Fußballspieler
- Alibec, Denis (* 1991), rumänischer Fußballspieler
- Alibegović, Dubravka Jurlina (* 1963), kroatische Wirtschaftswissenschaftlerin und Politikerin
- Alibegović, Nihad (* 1962), bosnischer Turbofolksänger
- Alibegović, Teoman (* 1967), jugoslawischer Basketballspieler
- Alibek, Ken (* 1950), sowjetischer Arzt, Mikrobiologe, Oberst und BiowaffenexperteKen Alibek (* 1950)

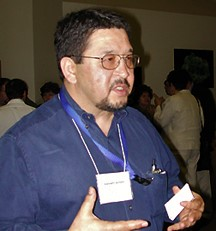
Ken Alibek (* 1950)

- Aliber, Robert (* 1930), US-amerikanischer Wirtschaftswissenschaftler und Hochschullehrer
- Alibert, Bertrand (1775–1808), französischer Ingenieur
- Alibert, Éric (* 1958), französischer Tier- und Naturmaler
- Alibert, François-Paul (1873–1953), französischer Schriftsteller
- Alibert, Gaston (1878–1917), französischer Fechter
- Alibert, Jean-Louis (1768–1837), französischer Mediziner
- Alibert, Jean-Pierre (1820–1905), französischer Kaufmann, Pelzhändler und Mineraloge
- Alibert, Louis (1884–1959), französischer Romanist und Okzitanist
- Alibert, Marguerite (1890–1971), französische Prostituierte und Gesellschaftsdame
- Aliberti, Franco (* 1984), uruguayischer Fußballspieler
- Aliberti, Lucia (* 1957), italienische Opernsängerin (Sopran)
- Alibo, Michel (* 1959), französischer Jazz- und Weltmusikbassist
- Alibrandi, Gaetano (1914–2003), italienischer Geistlicher, römisch-katholischer Erzbischof und vatikanischer Diplomat
- Alibrandi, Girolamo, sizilianischer Maler
- Alibrandi, Ilario (1823–1894), italienischer Rechtshistoriker
- Alibux, Errol (* 1948), surinamischer Politiker, Premierminister von Suriname

### Alic
- Alić, Esma (* 2002), bosnische Skirennläuferin
- Alić, Hamza (* 1979), bosnischer Kugelstoßer
- Alić, Nermin (* 1986), bosnisch-herzegowinischer Eishockeyspieler
- Alic, Salih (* 1988), österreichischer Fußballspieler
- Alić, Sedin (* 1989), dänisch-bosnischer Fußballspieler
- Alica, Anführer der gotischen Terwingen
- Alican, Ekrem (1916–2000), türkischer Politiker
- Alican, Fikri (1930–2015), türkischer Chirurg
- Alicata, Mario (1918–1966), italienischer Politiker (PCI), Mitglied der camera und Autor
- Alice († 1246), französisch-englische Adlige
- Alice (1196–1246), Tochter von Isabella I.
- Alice (* 1954), italienische PopsängerinAlice (* 1954)

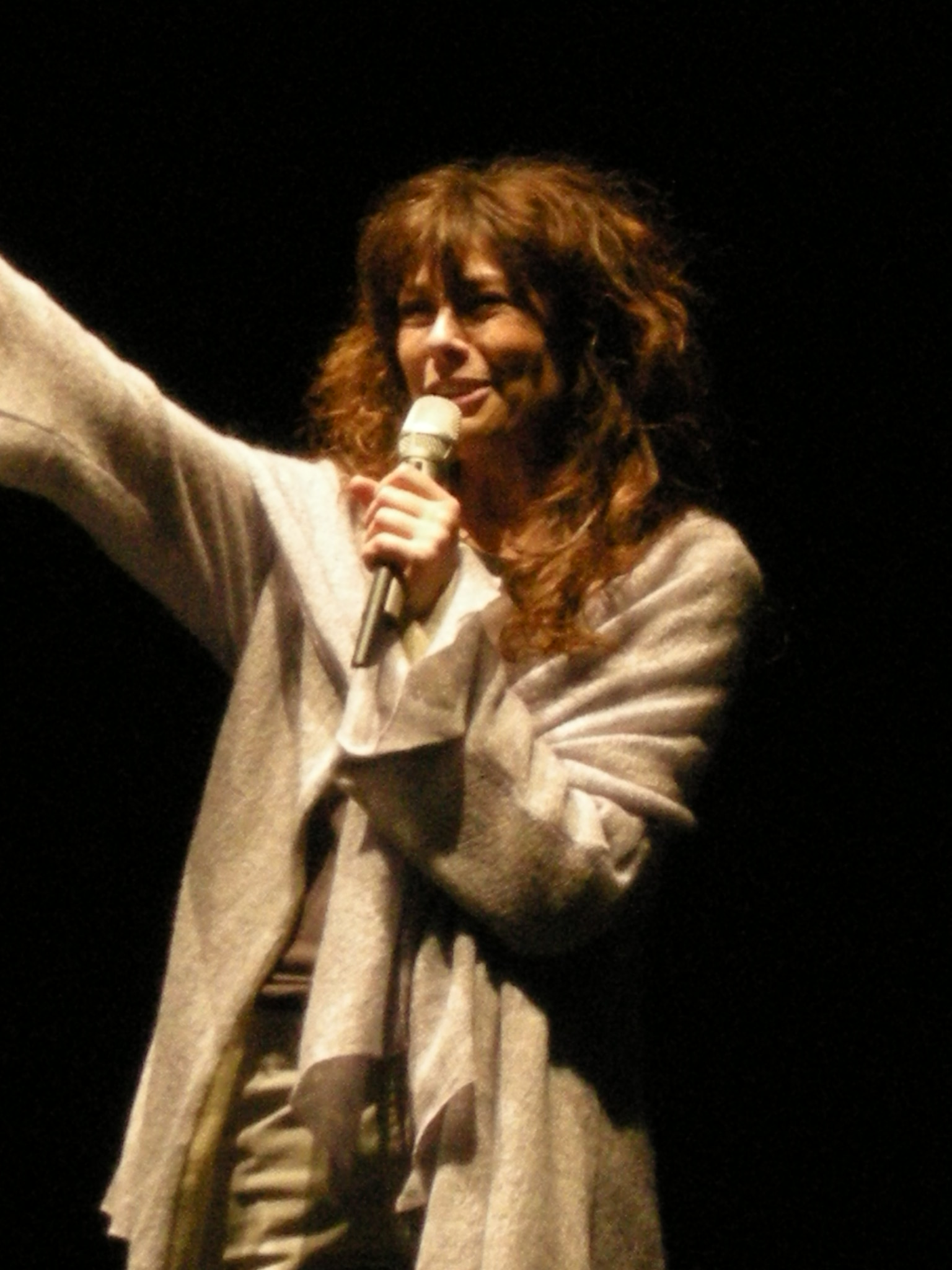
Alice (* 1954)

- Alice (* 1990), japanische J-Pop-Singer-Songwriterin mit Pop- und R&B-Einflüssen
- Alice de Lusignan († 1256), französisch-englische Adlige
- Alice de Lusignan († 1290), französisch-englische Adlige
- Alice von Antiochia, Fürstin von Antiochia
- Alice von Armenien (* 1182), Prinzessin von Kleinarmenien, Gattin des Prinzen von Antiochia, Herrin von Toron, Titularherrin von Oultrejordain
- Alice von Großbritannien und Irland (1843–1878), britische Prinzessin durch Heirat Großherzogin von Hessen und bei Rhein
- Alice, Countess of Athlone (1883–1981), britische Prinzessin
- Alice, Duchess of Gloucester (1901–2004), britische Adelige, Tante von Königin Elisabeth II.Alice, Duchess of Gloucester (1901–2004)

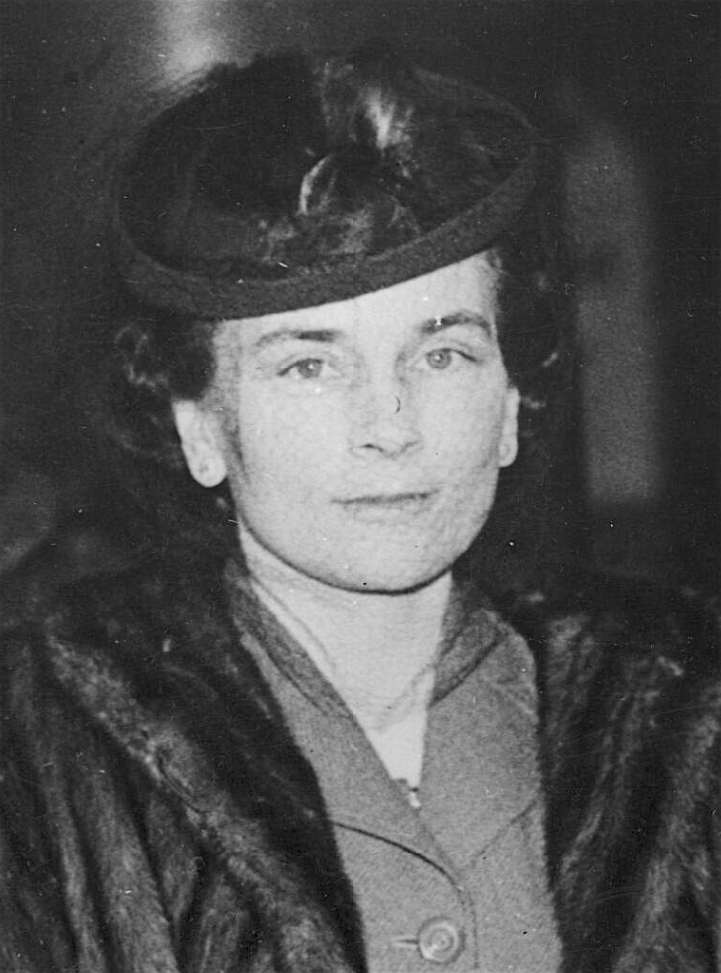
Alice, Duchess of Gloucester (1901–2004)

- Alice, Mary (1936–2022), US-amerikanische Schauspielerin
- Alice, Nina C. (* 1966), deutsche Rockmusikerin und -sängerin
- Alich, Norbert (* 1955), deutscher Kabarettist
- Alich, Walter (1955–2024), deutscher Schauspieler und Synchronsprecher
- Alichanjan, Artem (1908–1978), armenisch-sowjetischer Kernphysiker und Hochschullehrer
- Alichanow, Abram Isaakowitsch (1904–1970), sowjetischer Physiker
- Alichanow, Anton Andrejewitsch (* 1986), russischer Politiker
- Alichanow, Gework (1897–1938), Funktionär der KPdSU und Stiefvater von Jelena Bonner
- Alichanow, Maksud (1846–1907), General und Autor
- Alichanow, Tigran Abramowitsch (1943–2023), russischer Pianist
- Alichowa, Anna Jepifanowna (1902–1989), russisch-sowjetische Historikerin und Archäologin
- Alıcı, Barış (* 1997), türkischer Fußballspieler
- Alıcı, Erdal (* 1996), türkischer Fußballspieler
- Alıcı, Kerim (* 1997), türkischer Fußballspieler
- Alıcı, Özlem (* 1990), türkische Leichtathletin
- Alicia Melina (* 1988), deutsche Boxerin
- Alicia von Bourbon-Parma (1849–1935), Prinzessin von Bourbon-Parma
- Alicia, Ana (* 1956), mexikanisch-US-amerikanische SchauspielerinAna Alicia (* 1956)

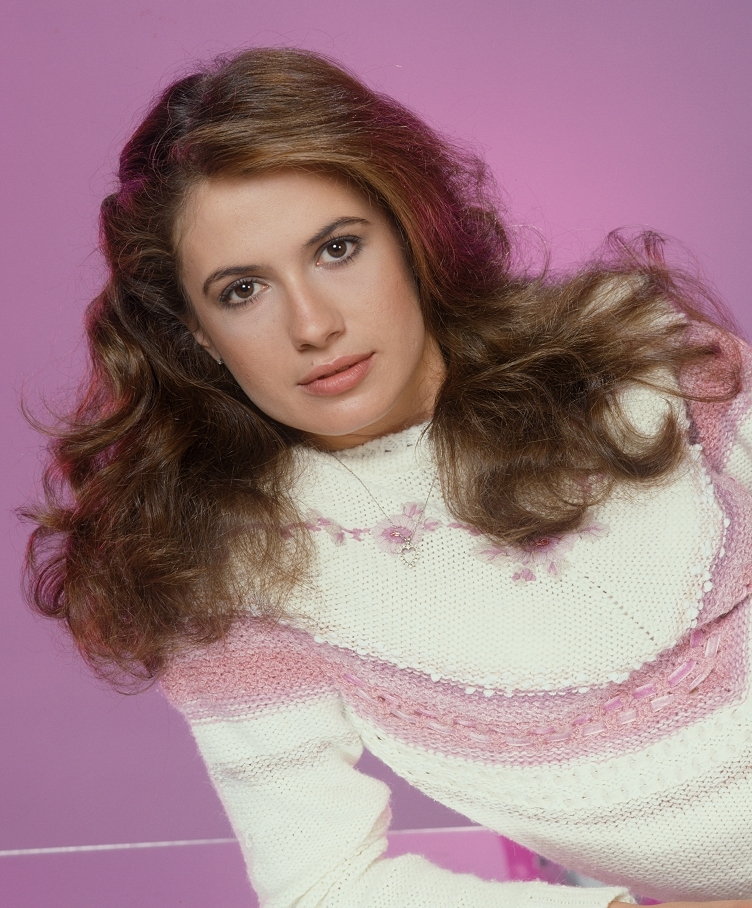
Ana Alicia (* 1956)

- Aličić, Ljuba (* 1955), jugoslawischer bzw. serbischer Turbofolksänger
- Alick, John (* 1991), vanuatuischer Fußballspieler
- Alick, Sandy Alex (* 1963), vanuatuischer Fußballspieler
- Alicke, Klaus-Dieter (* 1943), deutscher Historiker und Pädagoge im Ruhestand
- Alicu, Dorin (1948–2013), rumänischer Provinzialrömischer Archäologe

### Alid
- Alidoosti, Taraneh (* 1984), iranische Schauspielerin
- Alidosi, Francesco († 1511), Kardinal, Bischof von Pavia
- Alidou, Barkiré (* 1925), nigrischer Politiker
- Alidou, Faride (* 2001), deutsch-togoischer Fußballspieler
- Alidou, Hassana (1963–2023), nigrische Diplomatin
- Alidou, Marie-Yasmine (* 1995), US-amerikanisch-kanadische Fußballspielerin
- Alidou, Ousseina (* 1963), nigrische Sprachwissenschaftlerin

### Alie
- Alie-Cox, Mo (* 1993), US-amerikanischer American-Football-Spieler
- Aliénor de Comminges (1329–1402), Vicomtesse de Turenne
- Aliénor de Poitiers († 1509), burgundische Hofdame und Autorin
- Alier, Abel (* 1933), südsudanesischer Politiker und Richter
- Alierta, César (1945–2024), spanischer Manager und Vorstandsvorsitzender von Telefónica
- Aliesch, Christian (* 1950), Schweizer Politiker (SVP)
- Alieva, Elvis (* 1991), kosovarischer Schauspieler und Musicaldarsteller in Österreich
- Aliewa-Weli, Atidsche (* 1981), bulgarische Politikerin, MdEP

### Alif
- Alif Yusof (* 1991), malaysischer Fußballspieler
- Aliferi, Chryssoula (* 1958), griechische Diplomatin
- Alifiravets, Olga (* 1987), schwedische Biathletin
- Alifirenko, Sergei Gennadijewitsch (* 1959), russischer Sportschütze

### Alig
- Alig, Arne (1968–2008), deutscher Basketballspieler und -trainer
- Alig, Michael (1966–2020), US-amerikanischer Partyveranstalter und Mörder
- Alig, Rachel (* 1987), US-amerikanische Schauspielerin
- Aligaz von Yejju († 1803), Herrscher von Yejju
- Aliger, Margarita Iossifowna (1915–1992), russisch-sowjetische Lyrikerin
- Alighiero, Carlo (1927–2021), italienischer Schauspieler
- Aligia, Angelo (* 1959), italienischer Bildhauer
- Aligny, Claude-Félix-Théodore (1798–1871), französischer Maler

### Alih
- Alihajdaraj, Astrit (* 1976), kosovarischer Schauspieler und Autor

### Alij
- Alija, Ifraim (* 1985), kosovarischer Fussballspieler
- Alijai, Lexii (1998–2020), US-amerikanische Rapperin
- Alijaj, Islam (* 1986), Schweizer Politiker (SP) und BehindertenrechtsaktivistIslam Alijaj (* 1986)

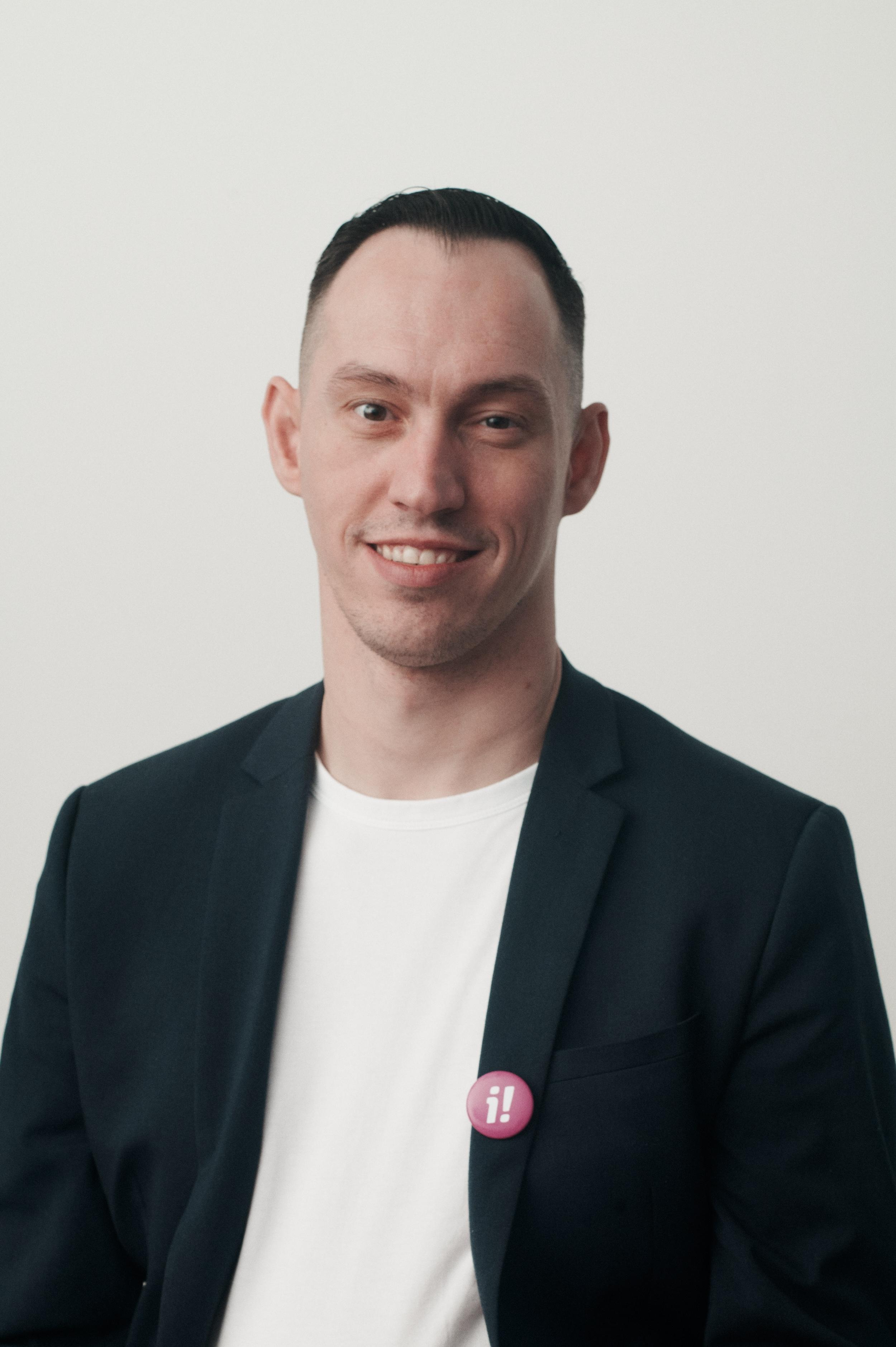
Islam Alijaj (* 1986)

- Alijani, Mousa (* 1965), iranischer Musiker
- Alijew, Ali Magomedowitsch (* 1983), russischer Boxer
- Alijew, Ali Surkanajewitsch (1937–1995), sowjetischer Ringer
- Alijew, Alim (* 1988), ukrainischer Journalist, Menschenrechtler und Kulturmanager
- Alijew, Dmitri Sergejewitsch (* 1999), russischer Eiskunstläufer
- Alijew, Muchu Gimbatowitsch (* 1940), russischer Politiker, Präsident der Republik Dagestan
- Alijew, Nariman (* 1992), ukrainischer Regisseur und Drehbuchautor
- Alijew, Oleksandr (* 1985), ukrainischer Fußballspieler
- Älijew, Rachat (1962–2015), kasachischer Politiker und DiplomatRachat Älijew (1962–2015)

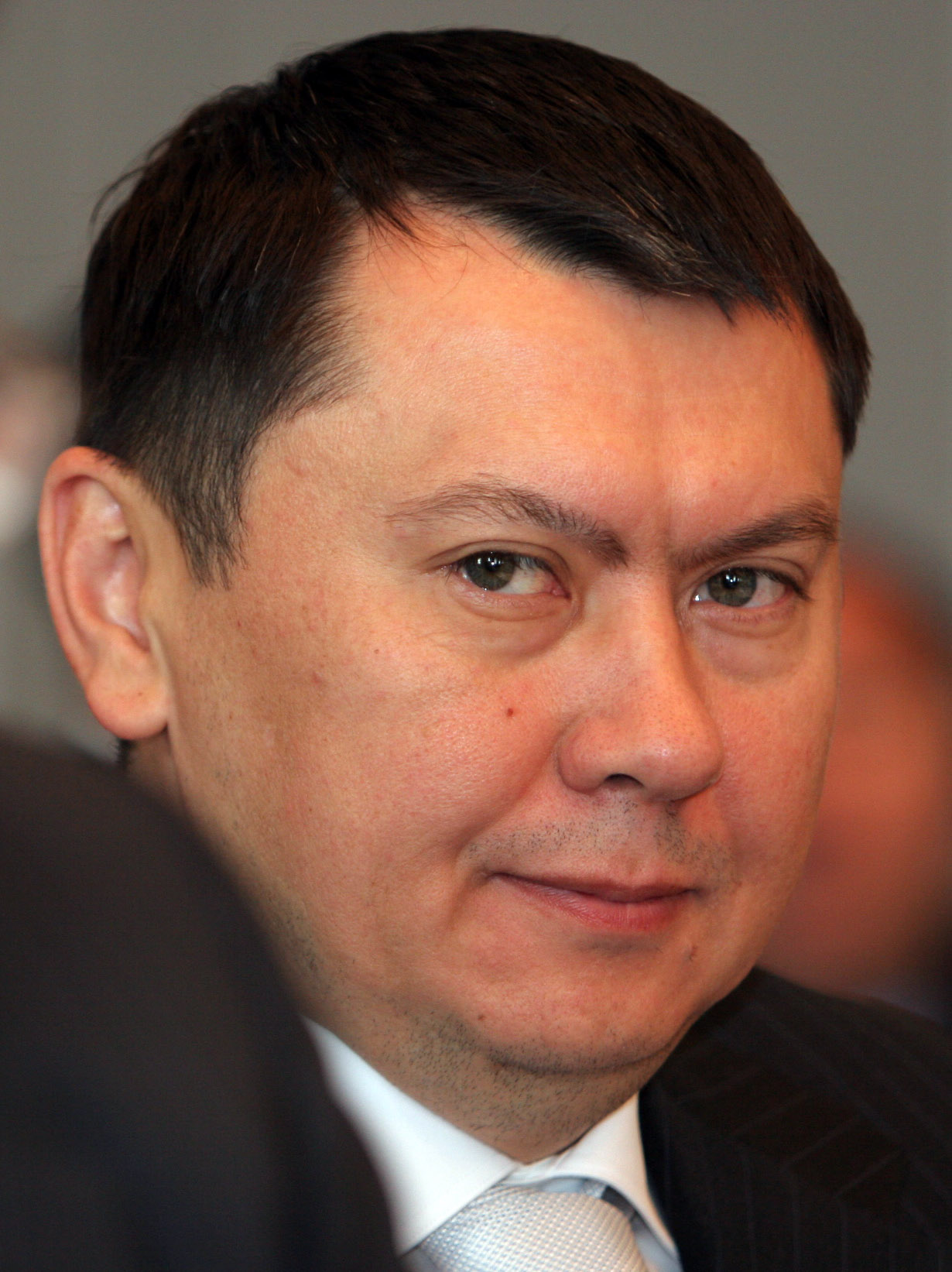
Rachat Älijew (1962–2015)

- Alijewa, Fasu Gamsatowna (1932–2016), russische Dichterin, Prosaautorin und Essayistin
- Alijewa, Natalja Fjodorowna (1931–2015), sowjetische bzw. russische Austronesistin
- Alijewa, Olesja Murtasalijewna (* 1977), russische Skirennläuferin
- Aliji, Erion (* 2005), albanischer Fußballspieler
- Aliji, Naser (* 1993), albanischer Fußballspieler
- Alijonov, Jasur (* 1988), usbekischer Boxer
- Alijtschuk, Margarita Sergejewna (* 1990), russische Turnerin und Olympiasiegerin

### Alik
- Alik-Momotaro, Daisy, marschallische Politikerin
- Alika (* 2002), estnische Sängerin
- Alikhani, Alinaghi (1929–2019), iranischer Politiker
- Alikhil, Abassin (* 1991), afghanischer Fußballspieler
- Alikhil, Ikram (* 2000), afghanischer Cricketspieler
- Alikin, Wladimir Alexandrowitsch (* 1957), russischer Biathlet und Trainer
- Alikina, Alexandra Nikolajewna (* 1990), russische Biathletin
- Alikoski, Heikki A. (1912–1997), finnischer Astronom
- Alikoski, Mikko (* 1986), finnischer Eishockeyspieler
- Aliksandravičius, Gintaras (* 1972), litauischer Polizist und Politiker, Vizeminister für Innen

### Alil
- Alila-Ḫadum, König von Uruk
- Alili, Aziz (* 1968), bosnischer Obmann einer islamischen Glaubensgemeinschaft
- Alili, Burak (* 2004), albanischer Fußballspieler
- Alillari, Artion (* 1995), albanischer Fußballspieler
- Alilović, Mirko (* 1985), kroatischer Handballspieler

### Alim
- Alim († 800), Bischof von Säben
- Alim Khan (1880–1944), Emir (Buchara)Alim Khan (1880–1944)

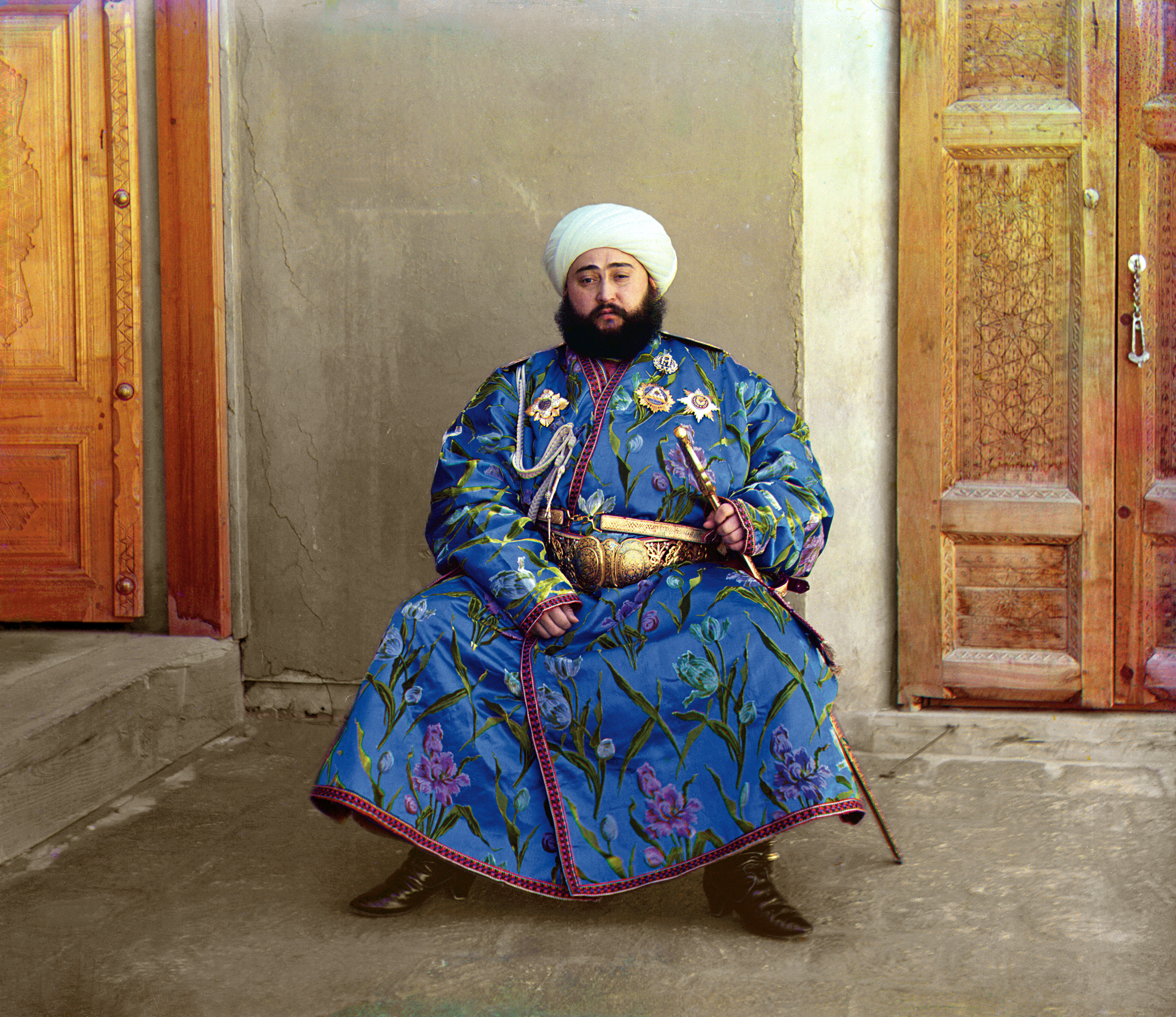
Alim Khan (1880–1944)

- Alimănișteanu, Dumitru (1898–1973), rumänischer Finanzminister
- Alimardani, Haman (* 1977), deutsch-iranischer Modedesigner
- Alimbrot, Luís († 1460), flämischer Maler
- Alimchandani, Chander (1935–2015), indischer Bauingenieur
- Älimchanuly, Schänibek (* 1993), kasachischer Boxer
- Alimen, Marie-Henriette (1900–1996), französische Prähistorikerin und Geologin
- Alimi, Bisi (* 1975), nigerianischer LGBT- und HIV-Aktivist
- Alimi, Jamiu (* 1992), nigerianischer Fußballspieler
- Alimi, Najwa (* 1993), afghanistanische Journalistin
- Alimonda, Gaetano (1818–1891), italienischer Kardinal
- Alimonta, Helmut (1915–2004), bayerischer Volksschauspieler
- Alimow, Denis (* 1979), russischer Naturbahnrodler
- Alimow, Igor Alexandrowitsch (* 1964), russischer Ethnologe und Sinologe
- Alimow, Raschid (* 1953), tadschikischer Politiker und Diplomat
- Alimow, Ulugbek (* 1989), usbekischer Gewichtheber
- Alimowa, Chalida Samiulowna (* 1969), russische Naturbahnrodlerin
- Alimpi († 1114), Mönch und Maler in Kiew
- Alimpić, Dušan (1921–2002), jugoslawischer Politiker (BdKJ)

### Alin
- Alin, Adrien (1905–1948), französischer Autorennfahrer
- Alin, Albert (1907–2002), französischer Autorennfahrer
- Alın, İskender (* 1984), türkischer Fußballspieler
- Alin, Kira (* 1981), deutsche Journalistin und Fernsehmoderatorin
- Alin, Mustafa (* 1977), deutsch-türkischer Schauspieler
- Alina (* 1976), deutsche Rapperin
- Alina (* 1985), deutsche SängerinAlina (* 1985)

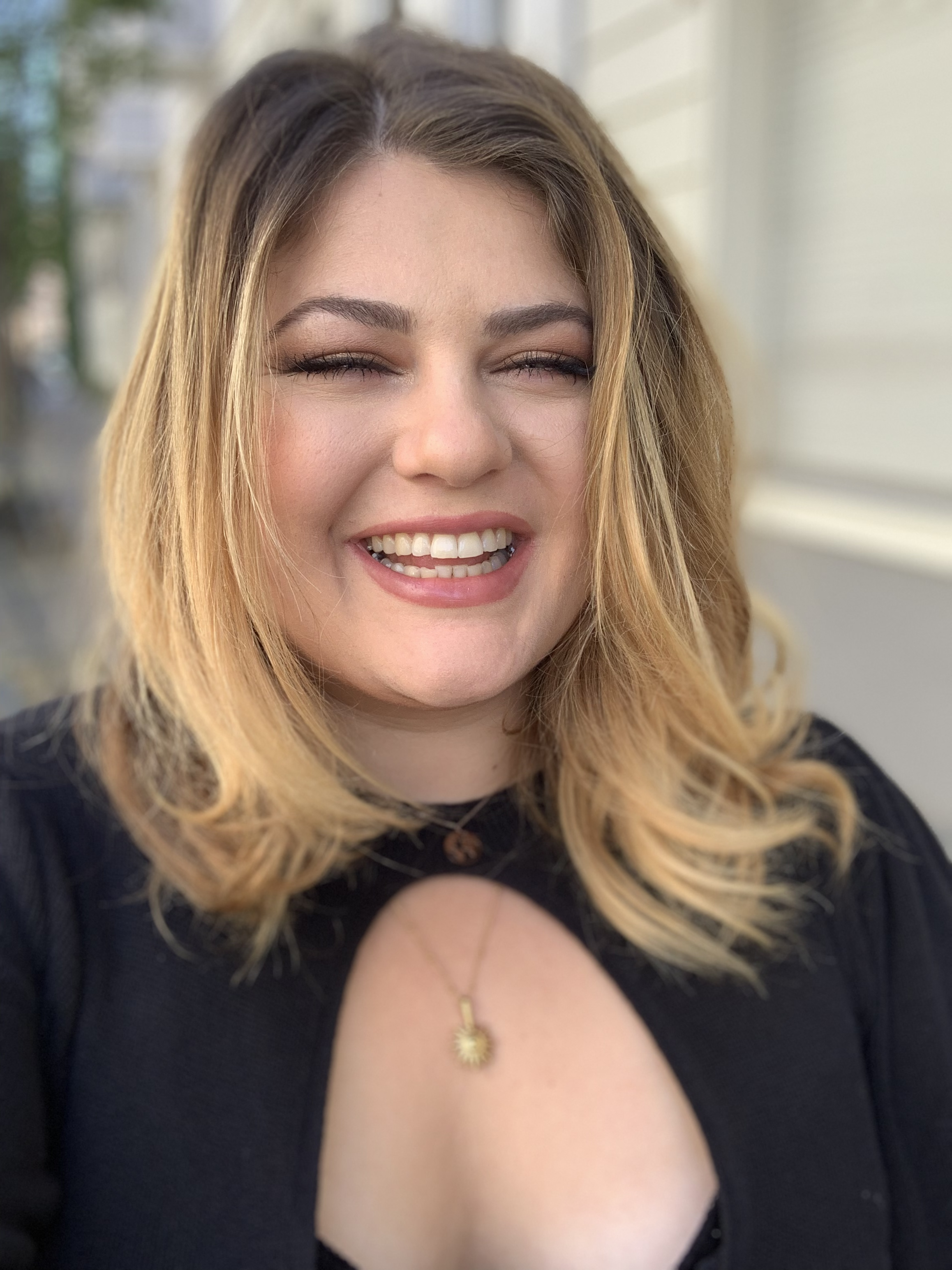
Alina (* 1985)

- Alinari, Giuseppe (1836–1890), italienischer Unternehmer
- Alinari, Leopoldo (1832–1865), italienischer Unternehmer
- Alinari, Romualdo (1830–1890), italienischer Unternehmer
- Alinč, Jan (* 1972), tschechischer Eishockeyspieler
- Aline, Christophe (* 1981), französisch-italienischer Basketballspieler
- Alinei, Mario (1926–2018), italienischer Italianist und Sprachhistoriker
- Alinejad, Masih (* 1976), iranisch-amerikanische Journalistin, Autorin und Frauenrechtlerin
- Aling, Jan (1949–2020), niederländischer Radrennfahrer
- Alington, William († 1479), englischer Ritter
- Alinhac, Serge (* 1948), französischer Mathematiker
- Alinsky, Saul (1909–1972), US-amerikanischer Bürgerrechtler

### Alio
- Alió i Brea, Francesc (1862–1908), katalanischer Komponist, Pianist und Musikwissenschaftler
- Alioski, Ezgjan (* 1992), nordmazedonisch-schweizerischer FußballspielerEzgjan Alioski (* 1992)

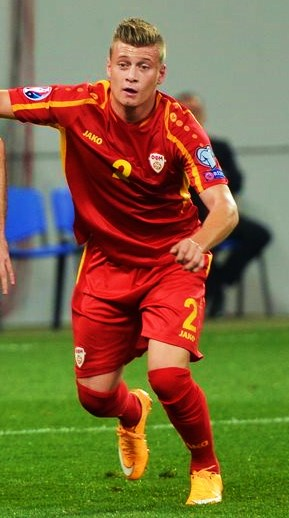
Ezgjan Alioski (* 1992)

- Aliot, Louis (* 1969), französischer Politiker (Front National), MdEP
- Alioth, Catherine (* 1960), Schweizer Politikerin (LDP)
- Alioth, Gabrielle (* 1955), Schweizer Schriftstellerin
- Alioth, Johann Siegmund (1788–1850), Schweizer Industrieller
- Alioth, Ludwig Rudolf (1848–1916), Pionier der schweizerischen Elektroindustrie
- Alioth, Marguerite (1874–1962), Schweizer Pianistin und Komponistin
- Alioth, Martin (1954–2021), Schweizer Historiker und Journalist
- Alioth, Sigismund Heinrich (1907–1973), Schweizer Ingenieur und Politiker (FDP)
- Alioto, Joseph (1916–1998), US-amerikanischer Politiker und Rechtsanwalt
- Aliotti, Bonaventura (1640–1690), italienischer Organist und Komponist des Barock
- Alioui, Jamal (* 1982), französisch-marokkanischer Fußballspieler
- Alioui, Nabil (* 1999), französisch-marokkanischer Fußballspieler
- Alioui, Rachid (* 1992), marokkanisch-französischer Fußballspieler
- Alioum, Sidi (* 1982), kamerunischer Fußballschiedsrichter

### Alip
- Älip, Nuraly (* 1999), kasachischer Fußballspieler
- Alipour, Reza (* 1994), iranischer Sportkletterer
- Alipow, Alexei Alexandrowitsch (* 1975), russischer Sportschütze
- Aliprandi, Carlo (1924–2003), italienischer Geistlicher, römisch-katholischer Bischof von Cuneo
- Aliprandi, Marcello (1938–1997), italienischer Filmregisseur

### Aliq
- Əliqulizadə, Elxan (* 1995), aserbaidschanischer Gewichtheber
- Aliquo, Don (* 1960), US-amerikanischer Jazz-Saxophonist (Tenor- und Baritonsaxophon), Hochschullehrer und Bandleader

### Alir
- Alireza, Rakan (* 1996), saudi-arabischer Skilangläufer
- Alireza, Yusuf (* 1970), Manager
- Alirezaei, Mohammad (* 1985), iranischer Brustschwimmer

### Alis
- Alisadeh, Kimia (* 1998), iranisch-bulgarische Taekwondoin
- Alisadeh, Mahjar (* 1981), iranischer Musiker und Komponist
- Alişan (* 1976), türkischer Arabesk- und Popmusiker, Serien- und Kinoschauspieler
- Alişan, İlayda (* 1996), türkische Schauspielerin
- Alisandratos, Giorgos G. (1915–2004), griechischer Neogräzist, Literaturkritiker und Historiker
- Ališanka, Eugenijus (* 1960), litauischer Lyriker, Übersetzer und Essayist
- Alisar, Tatjana Adamowna (* 1978), russische Handballspielerin
- Ališauskas, Nerijus (* 1991), litauischer Eishockeyspieler
- Alisch, Heinz (1917–1993), deutscher Komponist
- Alisch, Horst (1925–2020), deutscher Karikaturist und Comiczeichner
- Alisch, Karl (1834–1895), deutscher Richter und Parlamentarier
- Alisch, Lothar (1951–2000), deutscher Politiker ((Bündnis 90/Die Grünen))
- Alisch, Sophie (* 2001), deutsche BoxerinSophie Alisch (* 2001)

Sophie Alisch (* 2001)

- Aliseda, Ignacio (* 2000), argentinischer Fußballspieler
- Aliseichyk, Volha (* 1976), deutsch-russisch-belarussische Übersetzerin und Dialogcoacherin
- Alişer (1882–1937), Ehemaliger kurdischer Nationalist und Führer
- Alisha (* 1968), US-amerikanische Sängerin
- Alishov, Aghali (* 1986), aserbaidschanischer Boxsportler, EBA (WBA) Europameister, GBA-Deutscher Meister
- Ališić, Enver (* 1946), bosnischer Fußballtrainer
- Alison, Archibald, 1. Baronet (1792–1867), schottischer Jurist, Beamter und Historiker
- Alison, Archibald, 2. Baronet (1826–1907), britischer General
- Alison, Charles (1810–1872), britischer Botschafter
- Alison, Charles Hugh (1882–1952), britischer Golfarchitekt
- Alison, Dorothy (1925–1992), australische Schauspielerin
- Alison, James (* 1959), britischer katholischer Theologe und Autor
- Alison, Natalie (* 1978), österreichische Schauspielerin
- Alison, William Pulteney (1790–1859), schottischer Arzt und Hochschullehrer
- Alison-Madueke, Diezani (* 1960), nigerianische Politikerin
- Alispahić, Mehmed (* 1987), bosnisch-herzegowinischer Fußballspieler
- Alispahić, Selma (* 1970), bosnische Theater- und Filmschauspielerin
- Alisson (* 1992), brasilianischer FußballtorhüterAlisson (* 1992)

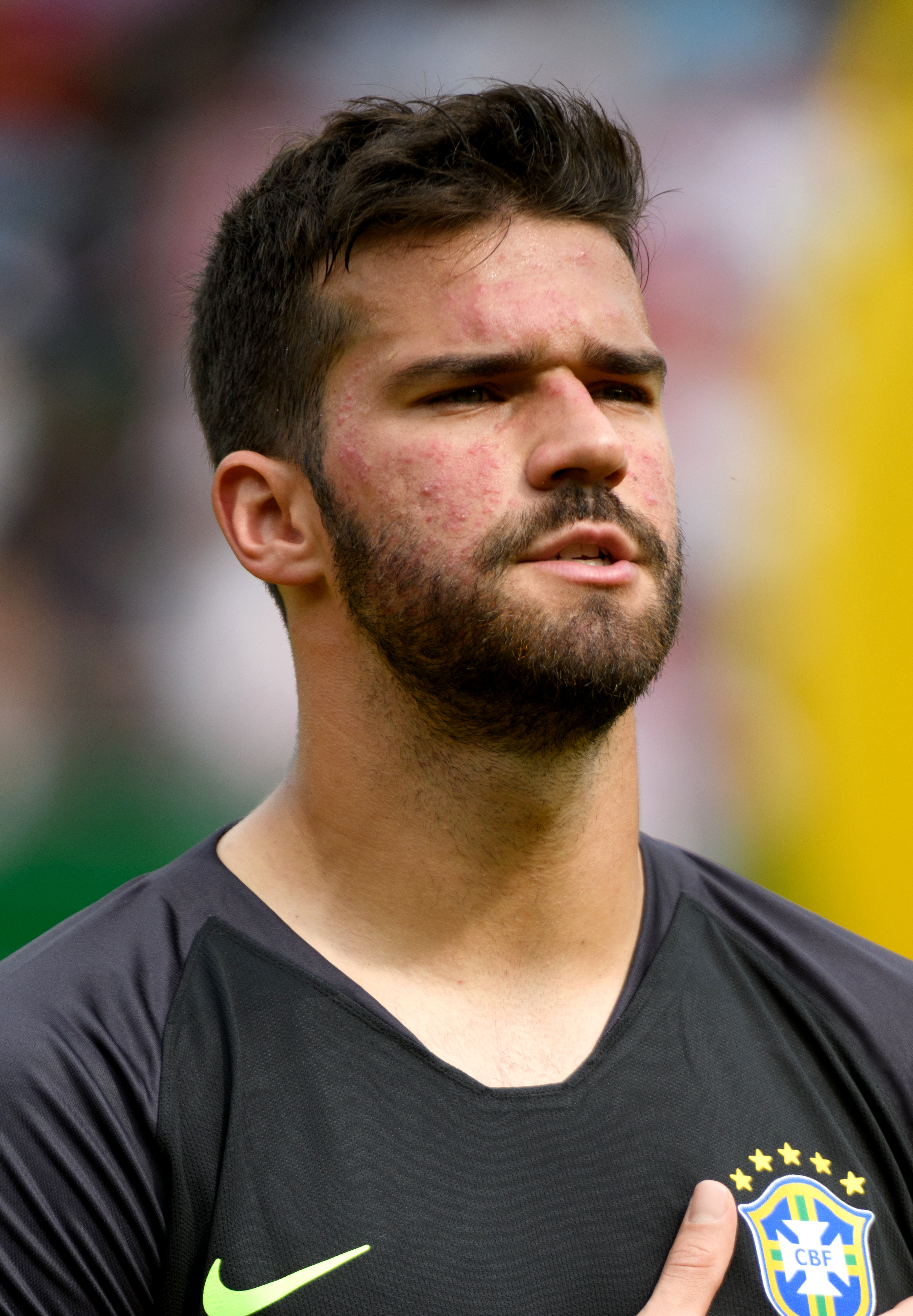
Alisson (* 1992)

- Alisson (* 1993), brasilianischer Fußballspieler
- Alisson, Lucas (* 1997), brasilianischer Stabhochspringer
- Alissowa, Nina Uljanowna (1915–1996), russische Theater- und Filmschauspielerin
- Alissowa-Klobukowa, Jewgenija Nikolajewna (1889–1962), russische Botanikerin
- Aliste, Sérgio, chilenischer Radrennfahrer
- Alistratow, Danila Wiktorowitsch (* 1990), russischer Eishockeytorwart

### Alit
- Alitalo, Kari (* 1952), finnischer Molekularbiologe und Krebsforscher
- Alite, John (* 1962), albanisch-amerikanischer Mobster und AuftragsmörderJohn Alite (* 1962)

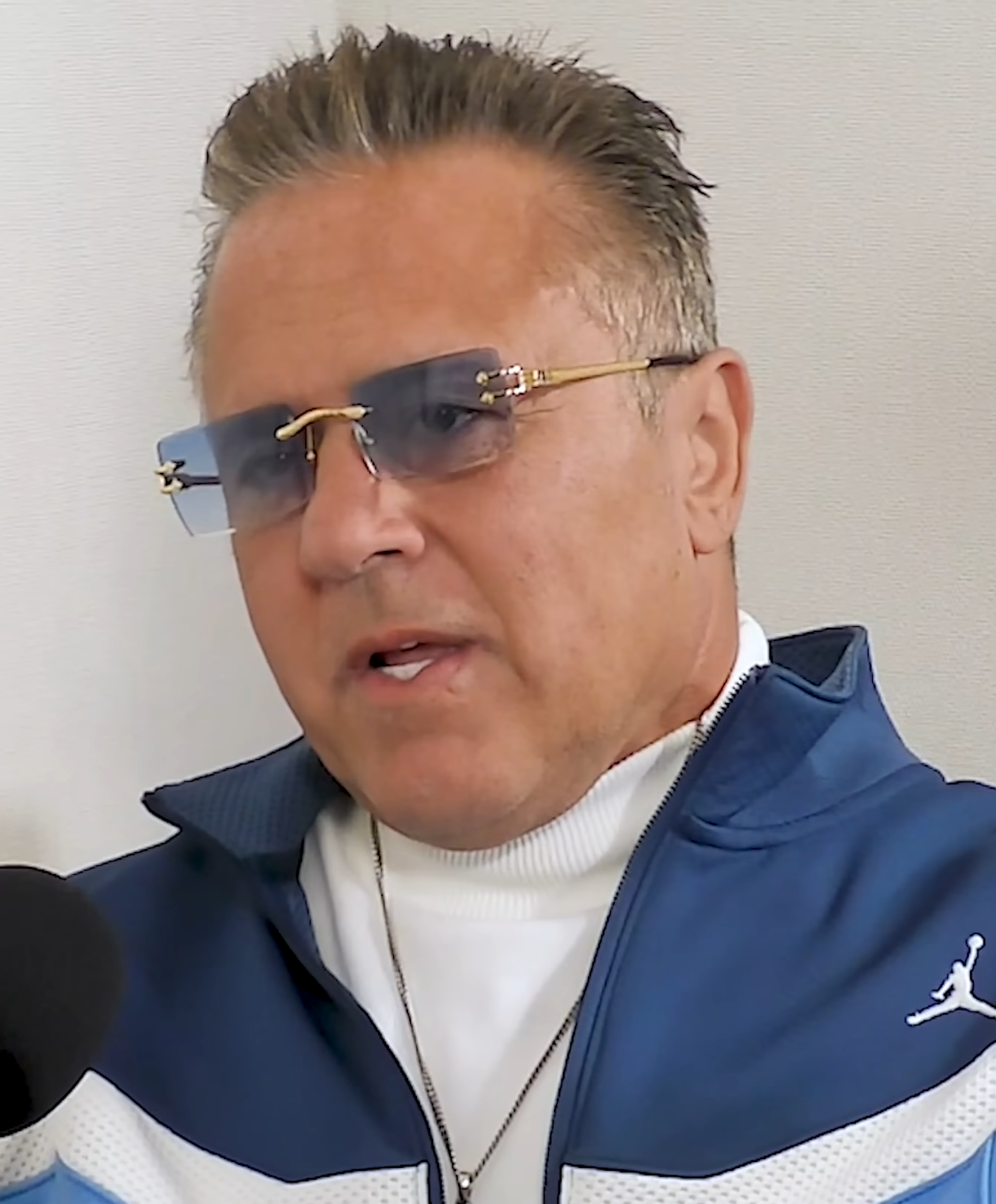
John Alite (* 1962)

- Aliti, Angelika (* 1946), deutsche Autorin, Philosophin, Kulturschaffende und Theatermacherin
- Aliti, Fidan (* 1993), kosovarisch-schweizerischer Fussballspieler
- Alito, Samuel (* 1950), US-amerikanischer Jurist, Richter am Obersten Gerichtshof der Vereinigten Staaten

### Aliu
- Aliu, Akim (* 1989), kanadisch-ukrainischer Eishockeyspieler
- Aliu, Ali (* 1934), jugoslawischer bzw. nordmazedonischer Literaturwissenschaftler
- Aliu, Besart (* 1992), deutsch-kosovarischer Fußballspieler
- Aliu, Deji (* 1975), nigerianischer Leichtathlet
- Aliu, Fitore (* 1999), kosovarische Handballspielerin
- Aliu, Izer (* 1982), norwegischer Drehbuchautor und Regisseur
- Aliu, Izer (* 1999), schweizerisch-nordmazedonischer Fussballspieler
- Aliu, Olumuyiwa Benard (* 1960), nigerianischer Weltraum- und Luftfahrtexperte
- Aliukonis, Rolandas (* 1981), litauischer Eishockeyspieler
- Aliulis, Vaclovas (1921–2015), litauischer katholischer Priester, Verleger

### Aliv
- Alivisatos, A. Paul (* 1959), US-amerikanischer Chemiker
- Alivizatos, Hamilcar S. (1887–1969), griechischer Theologe und Kirchenrechtler

### Alix
- Alix de Montmorency († 1221), Ehefrau von Simon de Montfort, 5. Earl of Leicester
- Alix des Baux (1367–1426), französische Adlige, Herrin von Les Baux
- Alix Petronilla von Aquitanien († 1151), Gräfin von Vermandois und Schwester von Eleonore von Aquitanien
- Alix von Bretagne (1243–1288), Gräfin von Blois, Dunois und Chartres
- Alix von Courtenay († 1218), Gräfin von Joigny und Angoulême
- Alix von Frankreich, Gräfin von Blois (* 1150), zweite Tochter König Ludwigs VII.
- Alix von Frankreich, Gräfin von Vexin, französische Adlige aus dem Haus der Kapetinger
- Alix von Hessen-Darmstadt (1872–1918), durch Heirat Kaiserin von RusslandAlix von Hessen-Darmstadt (1872–1918)

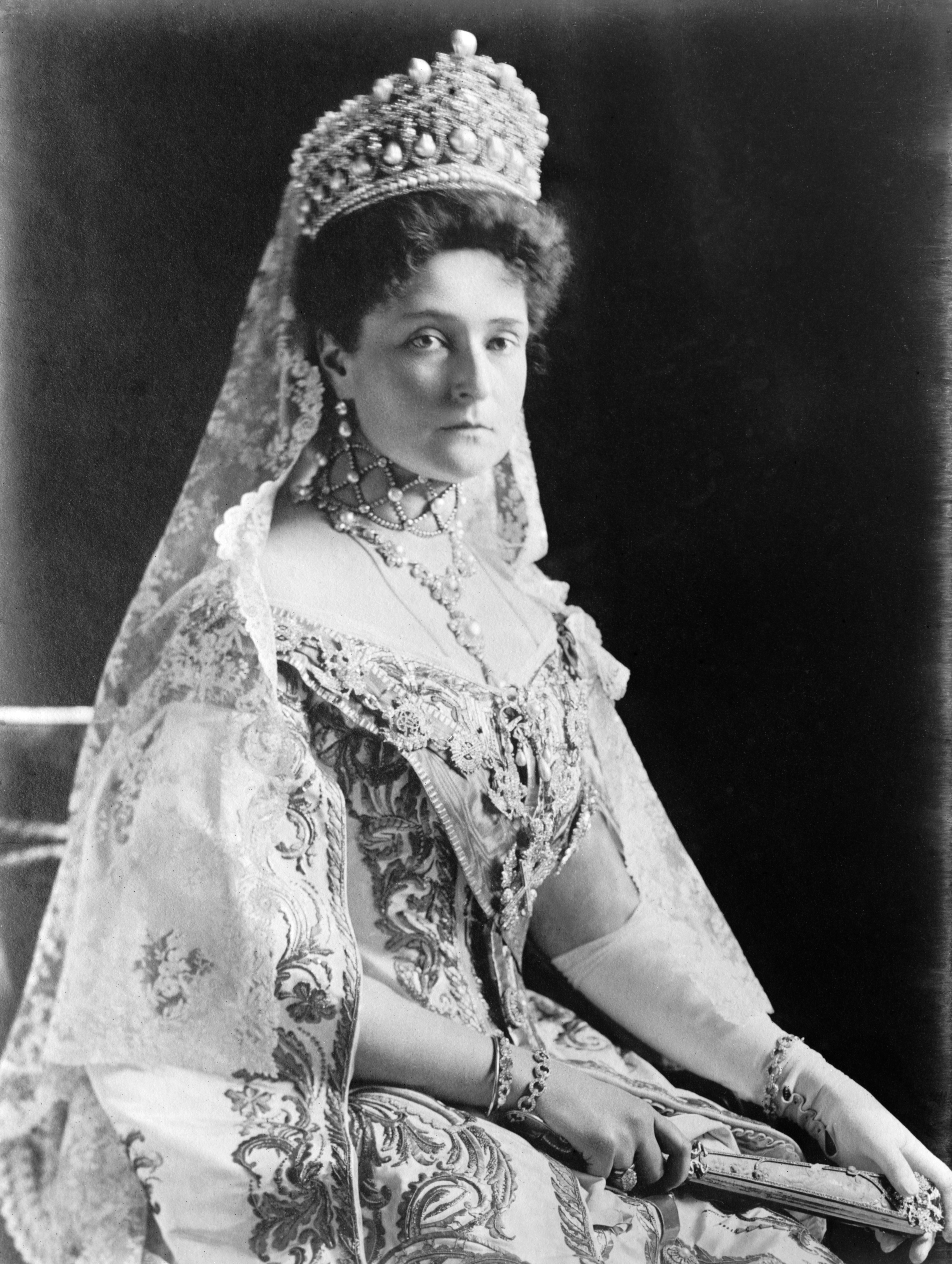
Alix von Hessen-Darmstadt (1872–1918)

- Alix von Montferrat (* 1210), Königin von Zypern
- Alix von Thouars (1200–1221), Herzogin von Bretagne
- Alix, May (1902–1983), amerikanische Nachtclub- und Bluessängerin
- Alix-Gravellier, Florence (* 1979), französische Rollstuhltennisspielerin
- Əlixanov, Ənvər (1917–1992), aserbaidschanischer Politiker

### Aliy
- Aliya bint al-Mahdi, Prinzessin der Abbasiden-Dynastie
- Aliya bint Ali (1911–1950), arabische Prinzessin und eine irakische Königsgemahlin
- Aliyah (* 1994), kanadische Wrestlerin
- Əliyev, Əbülfət (1930–1990), aserbaidschanischer Musgham- und Opernsänger
- Əliyev, Əliyar (1957–1992), aserbaidschanischer Nationalheld
- Əliyev, Azər (* 1994), aserbaidschanischer Fußballspieler
- Əliyev, Əziz (1897–1962), aserbaidschanischer Politiker
- Əliyev, Elçin (* 1990), aserbaidschanischer Ringer
- Əliyev, Habil (1927–2015), aserbaidschanischer Kamantschespieler
- Əliyev, Hacı (* 1991), aserbaidschanischer Ringer
- Əliyev, Həsən (* 1989), aserbaidschanischer Ringer
- Əliyev, Heydər (1923–2003), aserbaidschanischer Politiker
- Əliyev, Heydər (* 1997), Sohn
- Əliyev, İlham (* 1961), aserbaidschanischer Politikerİlham Əliyev (* 1961)

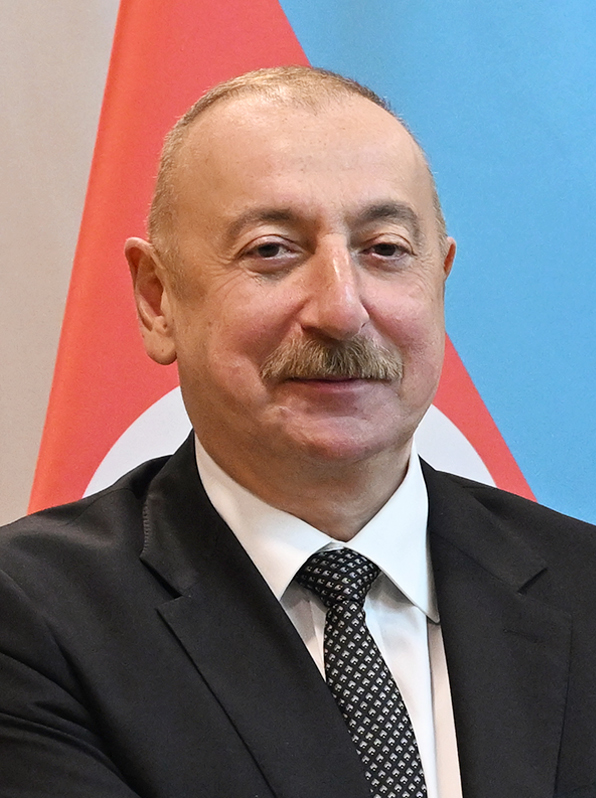
İlham Əliyev (* 1961)

- Əliyev, İqrar (1924–2004), aserbaidschanischer Historiker und Politiker
- Əliyev, Kamran (* 1998), aserbaidschanischer Fußballspieler
- Əliyev, Murad (* 1995), französischer Boxer aserbaidschanischer Abstammung
- Əliyev, Tarik, aserbaidschanischer Diplomat
- Əliyev, Tayfur (* 1997), aserbaidschanischer Boxer
- Əliyeva, Dilarə (1929–1991), aserbaidschanische Philologin, Übersetzerin und Feministin sowie Politikerin
- Aliyeva, Irada (* 1991), aserbaidschanische paralympische Leichtathletin
- Aliyeva, Iroda (1929–1989), sowjetische Theater- und Kinoschauspielerin
- Əliyeva, Leyla (* 1985), aserbaidschanische Autorin und Aktivistin

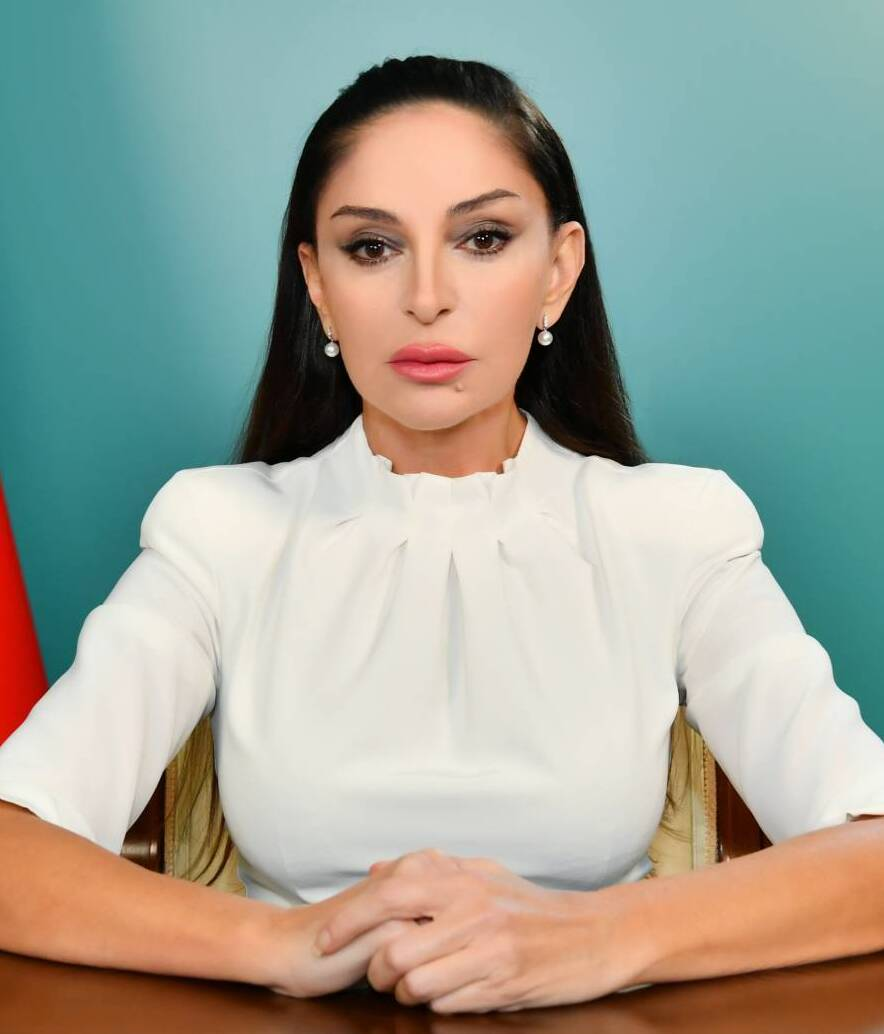
Mehriban Əliyeva (* 1964)

- Əliyeva, Leyla (* 1986), aserbaidschanische Fernsehmoderatorin
- Əliyeva, Mehriban (* 1964), aserbaidschanische Politikerin, Vizepräsidentin AserbaidschansMehriban Əliyeva (* 1964)
- Əliyeva, Səadət (* 1986), aserbaidschanische Wissenschaftlerin
- Əliyeva, Səkinə (1925–2010), aserbaidschanisch-sowjetische Staatsfrau und Politikerin
- Əliyeva, Zərifə (1923–1985), aserbaidschanische Augenärztin und Hochschullehrerin
- Aliyu, Ibrahim (* 2002), nigerianischer Fußballspieler

### Aliz
- Alizada, Anar (* 1978), aserbaidschanischer Geschäftsmann
- Əlizadə, Firəngiz (* 1947), sowjetische bzw. aserbaidschanische Pianistin und Komponistin
- Alizada, Housain (* 1996), afghanischer Fußballspieler
- Əlizadə, Salman (* 1993), aserbaidschanischer Boxer
- Alizadeh, Abbas (* 1951), US-amerikanischer Vorderasiatischer Archäologe
- Alizadeh, Ghazaleh (1949–1996), iranische Dichterin und Schriftstellerin
- Alizadeh, Hossein (* 1950), iranischer Musiker, Komponist, Musiklehrer
- Alizadeh, Hossein (* 1988), iranischer Radrennfahrer
- Alizadeh, Manuela (* 1963), deutsche Leichtathletin
- Alizadeh, Negar Mona (* 1988), deutsche Schauspielerin persischer Abstammung
- Alizadeh, Sonita (* 1996), afghanische Rapperin und AktivistinSonita Alizadeh (* 1996)

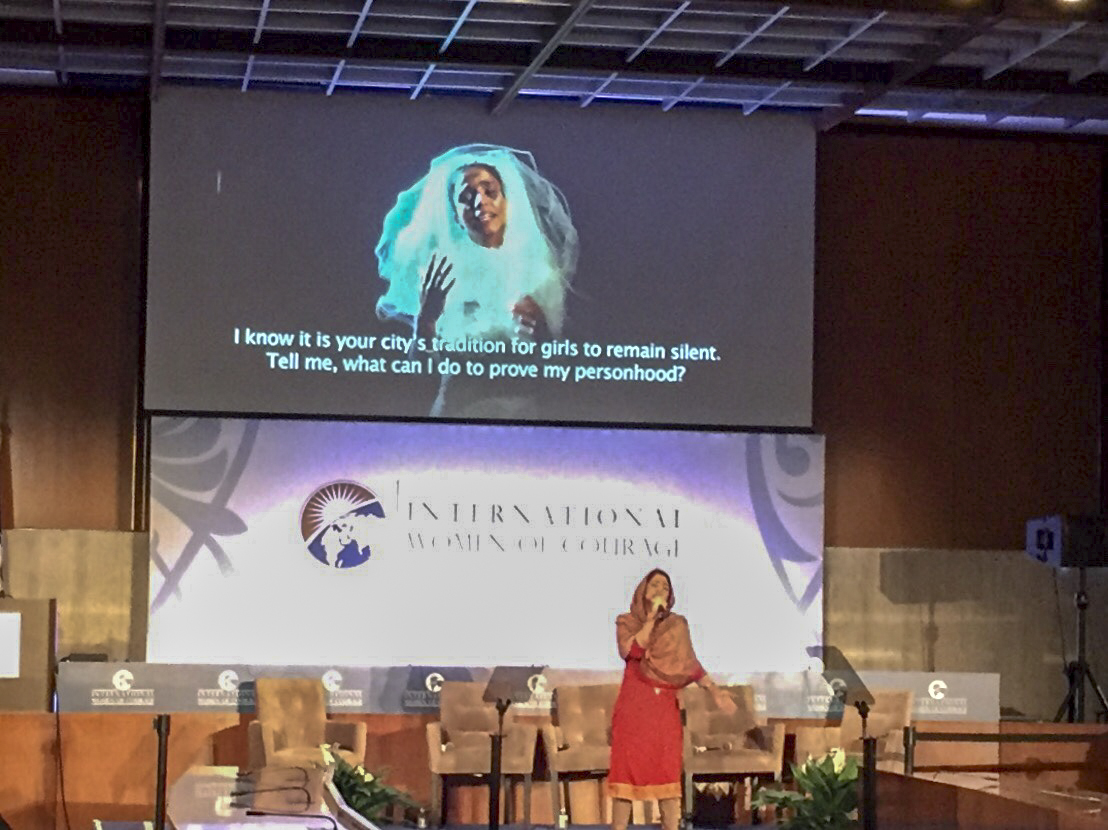
Sonita Alizadeh (* 1996)

- Əlizamanlı, Şəmistan (* 1959), aserbaidschanischer Militärsprecher, Autor, Radio- und TV-Moderator
- Alizard, Adolphe-Joseph-Louis (1814–1850), französischer Opernsänger (Bass)
- Alizée (* 1984), französische Sängerin
- Alizoti, Fejzi (1874–1945), albanischer Politiker, osmanischer Beamter
- Alizoti, Tomor (* 1976), albanischer Politiker